# Mazda MX-5
Der Mazda MX-5 ist ein Pkw-Modell des japanischen Autoherstellers Mazda. In den USA wird der MX-5 als Mazda Miata und in Japan als Mazda Roadster (bis November 1997 als Eunos Roadster) verkauft. Nachdem er auf den Markt gekommen war, begann in den 1990er Jahren in vielen Ländern eine Renaissance der Roadster.
Mit 1.000.000 verkauften Exemplaren zwischen Februar 1989 und April 2016 ist der MX-5 der meistverkaufte Roadster weltweit.

## Entwicklung
Der MX-5 steht in der Tradition kleiner britischer und italienischer Sportwagen der 1960er wie zum Beispiel des Triumph Spitfire (gebaut 1962-1980), des MG MGB (1962–1980), des Fiat 124 Sport Spider (1966–1982), des Alfa Romeo Spider und besonders des Lotus Elan.
1989 kam der Mazda MX-5 auf den Markt. Davor waren viele klassische Roadster aus verschiedenen Gründen (zum Beispiel verschärfte Sicherheitsbestimmungen, kleiner Innenraum, wenig Kofferraum) fast „ausgestorben“. Einige Hersteller produzierten Fahrzeuge mit herausnehmbaren Dachteilen (Targadach). Der einzige noch in Großserie gebaute Roadster war der Alfa Romeo Spider, der jedoch technisch veraltet war.
Da die Mazda-Marktforschungsabteilungen kein Potenzial für ein solches Fahrzeug sahen, ist es zu großen Teilen der persönlichen Initiative vieler Entwickler, wie dem MX-5 Projektleiter Toshihiko Hirai, zu verdanken, dass der Wagen dennoch in Serie ging. Bei Markteinführung soll eine Produktion von lediglich 5.000 Fahrzeugen im Jahr geplant gewesen sein, davon 3.000 für die USA und 500 für Europa. Aber schon bis Ende 1990 waren 140.918 Fahrzeuge produziert worden, 15.888 davon für Europa. Das für Deutschland bestimmte Kontingent war in nur drei Tagen ausverkauft. Viele MX-5 wurden aus den USA und aus Kanada in andere Länder exportiert und dort als Grauimporte verkauft.
Der MX-5 wurde mit besonderem Blick auf den kalifornischen Markt entwickelt. So soll sich der Gedanke zur Entwicklung eines Roadsters ursprünglich in einem Gespräch zwischen dem Mazda-Manager Kenichi Yamamoto und dem amerikanischen Auto-Journalisten Bob Hall entwickelt haben, der auf Yamamotos Frage, welches Mazda-Fahrzeug auf dem nordamerikanischen Markt besonders fehlte, geantwortet haben soll: „A lightweight sportscar“. Man erhoffte sich von dem Wagen eine positive emotionale Besetzung des Markennamens Mazda; eine Strategie, die rückblickend wohl als erfolgreich bezeichnet werden kann.
Andere Hersteller zogen später mit eigenen Roadster-Modellen nach, so zum Beispiel BMW mit dem Z3, Mercedes mit dem SLK, MG mit dem MG F, Toyota mit der dritten Generation des MR2 und Fiat mit der Barchetta. Fast alle im Preissegment des MX-5 angesiedelten Konkurrenten wurden ohne Nachfolger eingestellt. Viele nach dem Mazda MX-5 erschienene Roadster zählen zum Premiumsegment, siehe Roadster#Moderne Roadster.

## Modellgeschichte
- Der NA mit Klappscheinwerfern von 1989 bis 1998
- Ab 1994 gab es (mit fließendem Produktionsübergang) ein leichtes Facelift des NA mit geändertem Innenraum (v. a. Armaturenbrett) und auch Motoränderungen (131 PS und später 90 PS anstatt 116 PS (Euro2))
- Der NB von 1998 bis 2000 mit feststehenden Scheinwerfern, neuem Fahrwerk, geänderter Karosserie, neuem Interieur, geänderten Motoren und einer beheizbaren Heckscheibe aus Glas.
- Der NB-FL (FL=Facelift) wurde ab 2001 als überarbeitete Version des NB gebaut: Geänderte Scheinwerfer, Frontpartie und Rückleuchten, diverse Änderungen bei Interieur und Technik (z. B. Instrumentenbeleuchtung rot statt grün, neue Mittelkonsole, andere Sitze, geänderte Türverkleidungen, Motor).
- Weitere Überarbeitung 2004: Detailänderungen beim Interieur, die äußere Form bleibt gleich.
- Der stark veränderte NC ab 2005
- Der äußerlich und technisch leicht überarbeitete NC-FL ab Sommer 2009
- Der noch einmal äußerlich leicht veränderte NC-FL mit verbessertem Fußgängerschutz ab Frühjahr 2013
- Der ND hat ein neues Design und ist kürzer und leichter als der NC, ab Herbst 2015. Der MX-5 RF (RF = Retractable Fastback) ist ein Modell mit klappbarem Kunststoffdach.

## Typ NA (1989–1998)

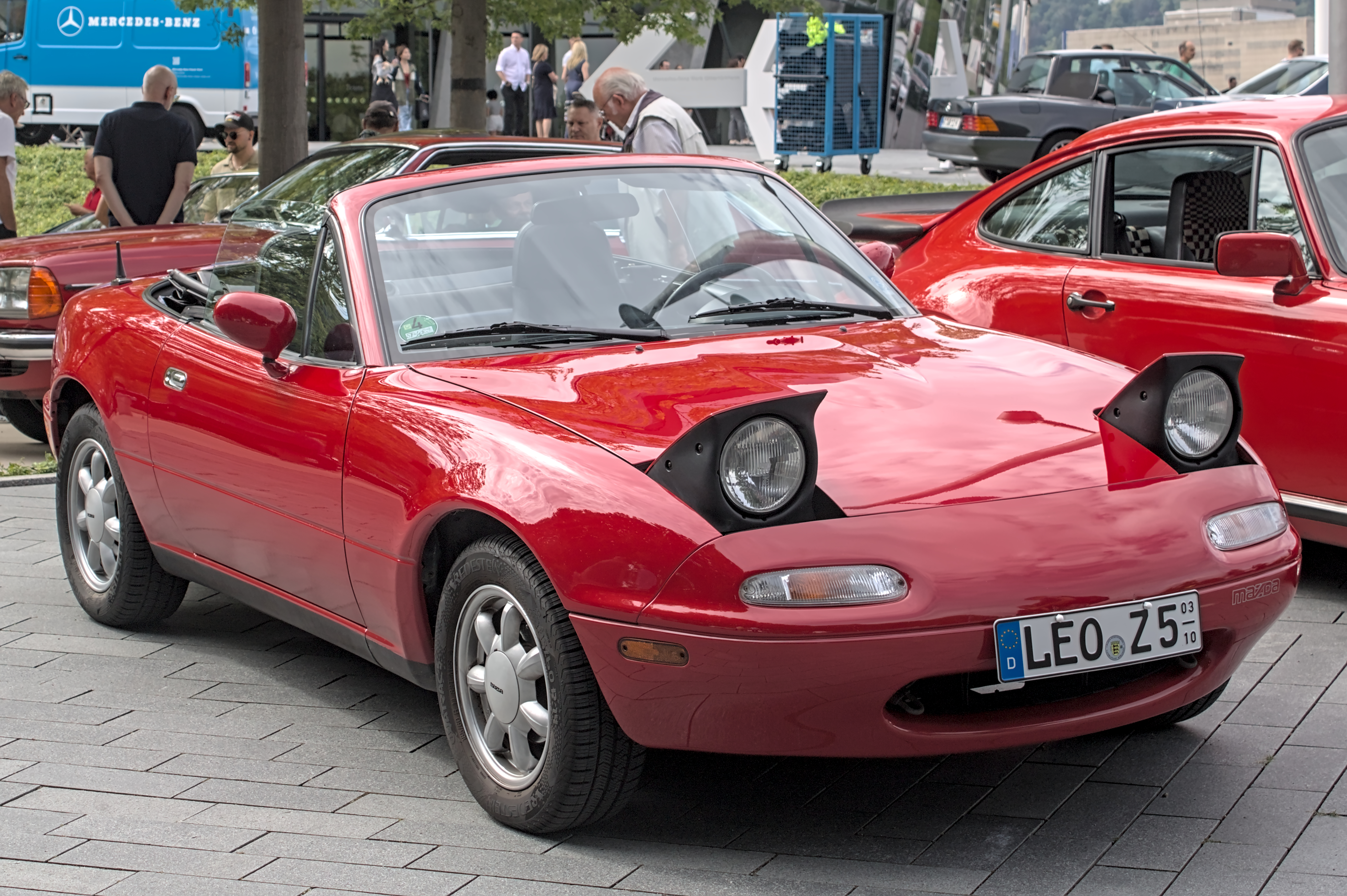
Mazda MX-5 mit geöffnetem Dach

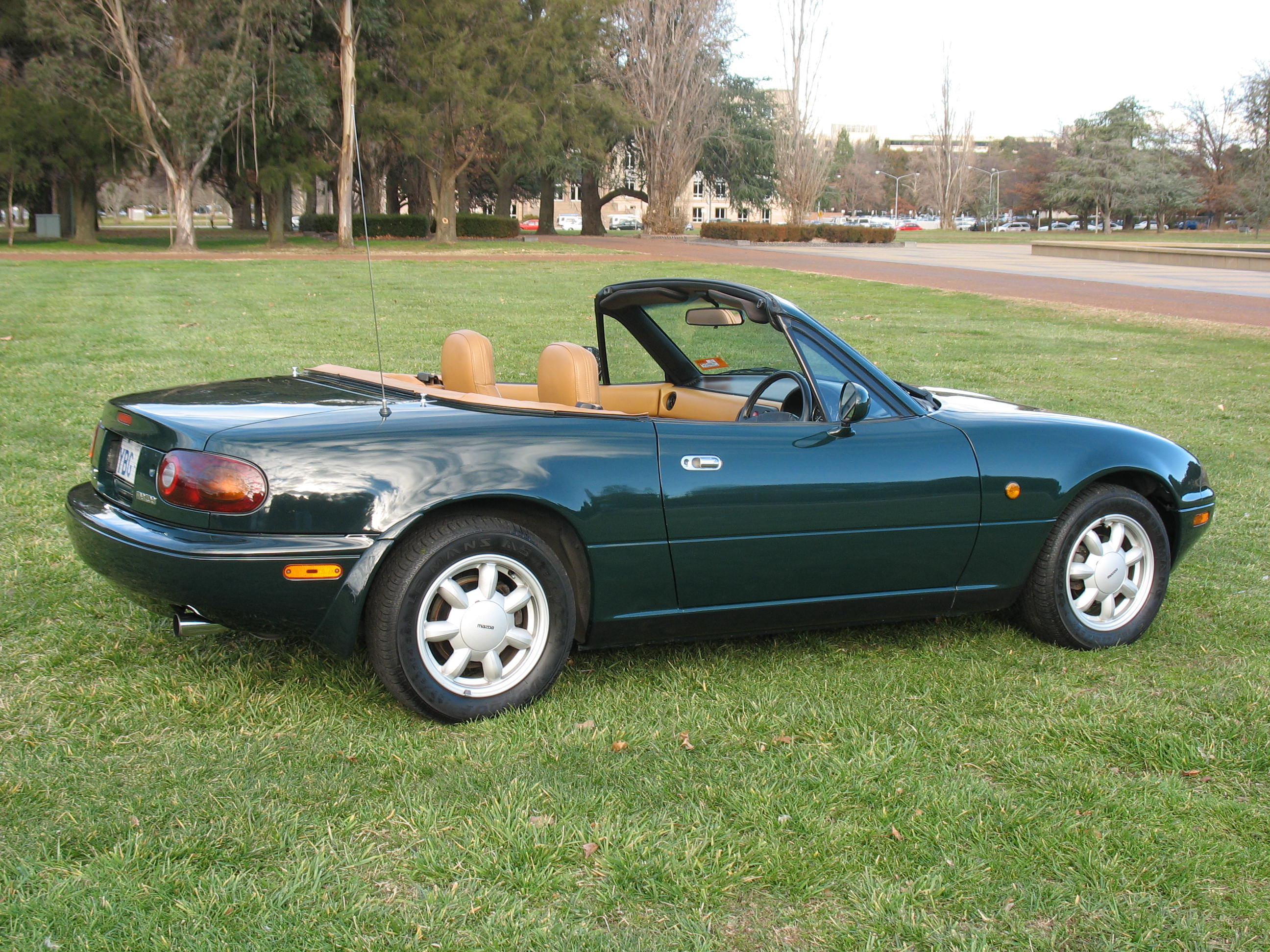
Mazda MX-5 Limited Edition mit geöffnetem Dach

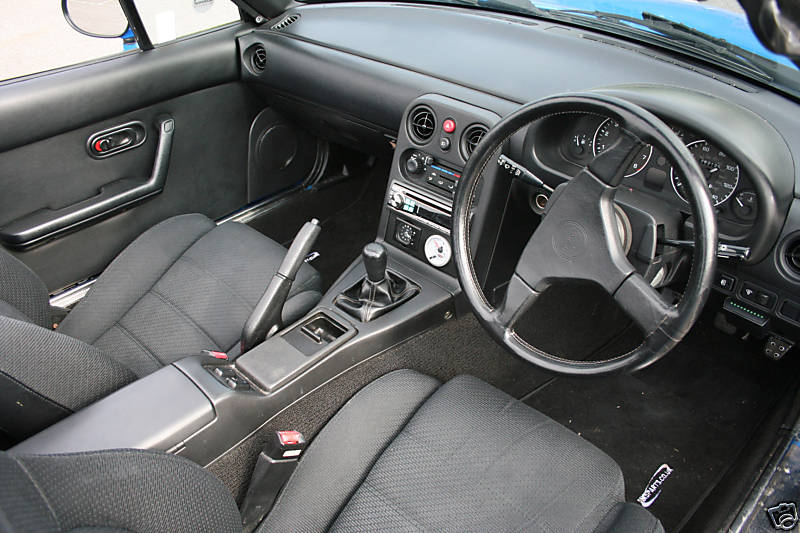
Innenraum (1990)

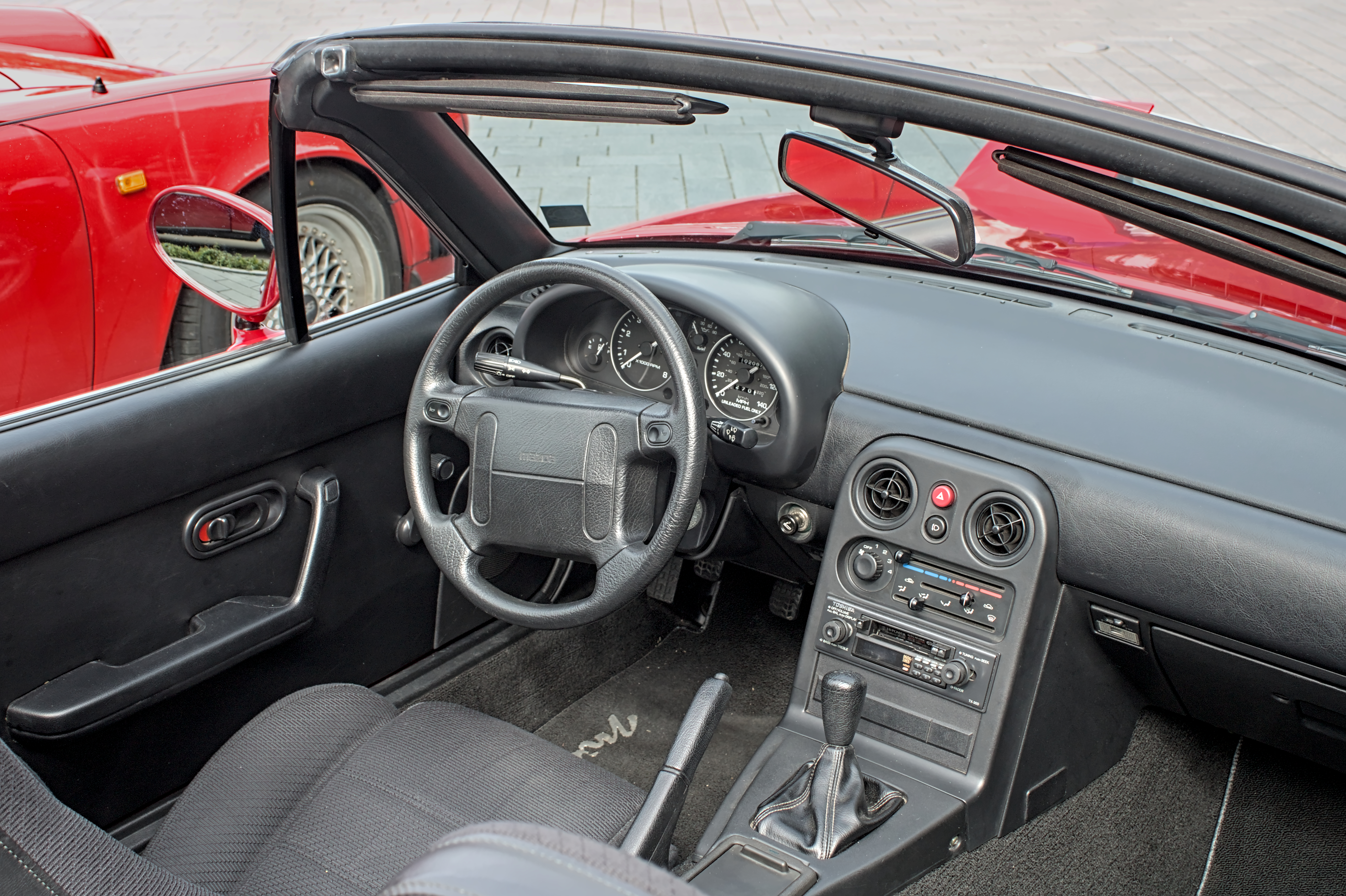
Innenraum (1994)

Der MX-5 wurde auf der Chicago Auto Show am 10. Februar 1989 vorgestellt und in Europa im Mai 1990 auf dem Markt eingeführt. Zum Verkaufsstart wurde zunächst nur ein 1,6-l-Motor mit 85 kW (115 PS) mit zwei obenliegenden Nockenwellen und Benzineinspritzung angeboten. Ein Fünfgang-Getriebe war serienmäßig, und schon dieses Modell hatte sehr kurze Schaltwege von 40 mm. Die Zahnstangenlenkung konnte gegen Aufpreis mit einer Servounterstützung ausgerüstet werden. Sowohl die Vorder- wie auch die Hinterräder waren einzeln an Doppelquerlenkern aufgehängt. An allen Rädern gab es Scheibenbremsen, die vorderen waren innenbelüftet. Für den MX-5 hatte Mazda mit nahezu 50:50 eine ideale Gewichtsverteilung zwischen Vorder- und Hinterachse realisiert. Der Luftwiderstandsbeiwert cw ist mit 0,38 bei geschlossenem Verdeck und 0,44 offen angegeben.
Ab 1992 wurde der MX-5 mit einer Querstrebe an der Hinterachse ausgeliefert, was zu einem verbesserten Fahrverhalten führte.
Im Frühjahr 1994 kam ein 1,8-l-Motor mit 96 kW (131 PS) hinzu. Zu diesem Motor gab es eine mit 4,1:1 längere Hinterachsübersetzung, statt der beim 1,6-l-Motor verwendeten Übersetzung von 4,3:1. Außerdem erhielt der MX-5 eine leichte Modellpflege im Innenraum und den Rädern, einen verringerten Schadstoffausstoß im Abgas, mehr Sicherheit, eine geänderte Karosserie und ein verbessertes Fahrwerk: Die Türen wurden mit zusätzlichen Blechstreben gefertigt, die Räder verändert, das Armaturenbrett bekam rundere Formen, die Hinterachse erhielt zusätzlich zu der ab 1992 eingebauten Querstrebe zwei parallele Längsstreben und die Vorderachse eine Querstrebe. Die Abgaswerte wurden von Euro 1 auf Euro 2 verbessert, ABS sowie Fahrer- und Beifahrerairbag kamen dazu. Zusätzlich war für den 1,8-l-Motor eine zusätzliche Domstrebe im Innenraum erhältlich, die hinter den Sitzen angebracht wurde. Ausschließlich im Jahr 1994 gab es eine hellblaue Metallic-Lackierung namens Laguna Blue Mica.
Ab Anfang 1995 wurde der 1,6-l-Motor durch eine kostengünstigere Version mit einer Leistung von 66 kW (90 PS) ersetzt. Auch dieser Motor übertrug die Leistung über eine 4,1:1-Übersetzung auf die Straße. Diese Version des anfangs mit 115 PS angebotenen 1,6-l-Motors wurde als „HFM“ (Hausfrauenmotor) bekannt, da es ihm an Durchzug und Drehfreudigkeit mangelte.
Vom NA wurden 431.506 Exemplare verkauft.

### Farben und Sondermodelle
Der NA wurde zunächst nur in den Farben Klassisch Rot, Marine Blau und Kristall Weiß angeboten.
1992 kamen Silber Metallic und Schwarz hinzu.
1994 lösten Laguna Blau und Chaste Weiß die bisherigen Blau- und Weißtöne ab, außerdem wurde zusätzlich Racing Green angeboten.
Außerdem wurde in Deutschland folgende Sondermodelle in folgenden Sonderfarben angeboten:
- 1991: Limited Edition in Racing Green
- 1995: Sunracer in Speed Yellow
- 1996: Cosmo in Merlot Mica
- 1997: Classic in Nachtblau (auch in Silber Metallic und Schwarz erhältlich)

### Technische Daten

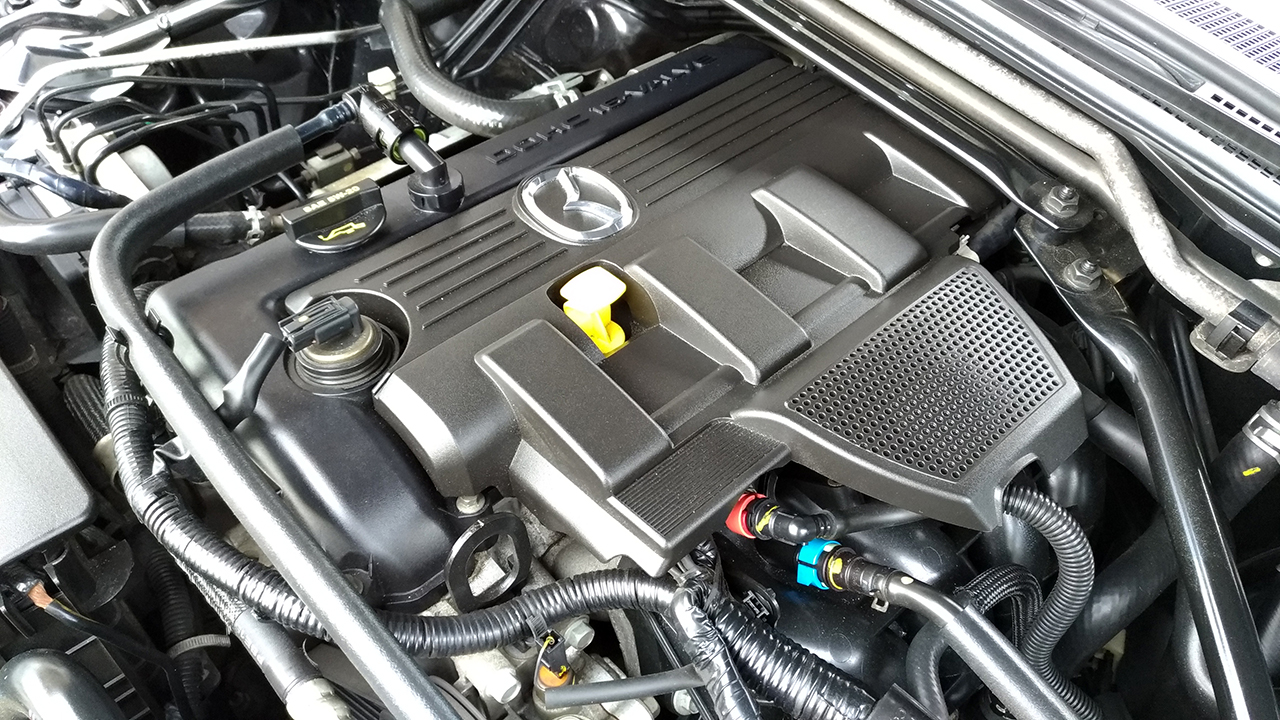
MX-5 NC, Motorraum mit 2,0 l MZR-Motor

|                                             | 1.6                               | 1.6                   | 1.8                          |                  |                  |                  |                  |                  |                  |                  |                  |                  |
| Bauzeitraum                                 | 02/1989–01/1994                   | 01/1995–04/1998       | 02/1994–04/1998              |                  |                  |                  |                  |                  |                  |                  |                  |                  |
| Motorkenndaten                              |                                   |                       |                              |                  |                  |                  |                  |                  |                  |                  |                  |                  |
| Motortyp                                    | R4-Ottomotor                      | R4-Ottomotor          | R4-Ottomotor                 |                  |                  |                  |                  |                  |                  |                  |                  |                  |
| Anzahl Ventile pro Zylinder                 | 4                                 | 4                     | 4                            |                  |                  |                  |                  |                  |                  |                  |                  |                  |
| Ventilsteuerung                             | DOHC, Zahnriemen                  | DOHC, Zahnriemen      | DOHC, Zahnriemen             |                  |                  |                  |                  |                  |                  |                  |                  |                  |
| Gemischaufbereitung                         | Saugrohreinspritzung              | Saugrohreinspritzung  | Saugrohreinspritzung         |                  |                  |                  |                  |                  |                  |                  |                  |                  |
| Motoraufladung                              | keine                             | keine                 | keine                        |                  |                  |                  |                  |                  |                  |                  |                  |                  |
| Kühlung                                     | Wasserkühlung                     | Wasserkühlung         | Wasserkühlung                |                  |                  |                  |                  |                  |                  |                  |                  |                  |
| Bohrung × Hub                               | 78,0 mm × 83,6 mm                 | 78,0 mm × 83,6 mm     | 83,0 mm × 85,0 mm            |                  |                  |                  |                  |                  |                  |                  |                  |                  |
| Hubraum                                     | 1598 cm³                          | 1598 cm³              | 1840 cm³                     |                  |                  |                  |                  |                  |                  |                  |                  |                  |
| Verdichtungsverhältnis                      | 9,4:1                             | 9,0:1                 | 9,0:1                        |                  |                  |                  |                  |                  |                  |                  |                  |                  |
| max. Leistung bei min−1                     | 85 kW (115 PS) /6500              | 66 kW (90 PS) /6000   | 96 kW (131 PS) /6500         |                  |                  |                  |                  |                  |                  |                  |                  |                  |
| max. Drehmoment bei min−1                   | 135 Nm /5500                      | 129 Nm /4000          | 152 Nm /5000                 |                  |                  |                  |                  |                  |                  |                  |                  |                  |
| Abgasnorm                                   | Euro 1                            | Euro 2                | Euro 2                       |                  |                  |                  |                  |                  |                  |                  |                  |                  |
| Kraftübertragung                            |                                   |                       |                              |                  |                  |                  |                  |                  |                  |                  |                  |                  |
| Antrieb                                     | Hinterradantrieb                  | Hinterradantrieb      | Hinterradantrieb             | Hinterradantrieb | Hinterradantrieb | Hinterradantrieb | Hinterradantrieb | Hinterradantrieb | Hinterradantrieb | Hinterradantrieb | Hinterradantrieb | Hinterradantrieb |
| Getriebe, serienmäßig                       | 5-Gang-Schaltgetriebe             | 5-Gang-Schaltgetriebe | 5-Gang-Schaltgetriebe        |                  |                  |                  |                  |                  |                  |                  |                  |                  |
| Getriebe, optional                          | –                                 | –                     | 4-Stufen-Automatik- getriebe |                  |                  |                  |                  |                  |                  |                  |                  |                  |
| Messwerte                                   |                                   |                       |                              |                  |                  |                  |                  |                  |                  |                  |                  |                  |
| Höchstgeschwindigkeit                       | 195 km/h                          | 175 km/h              | 197 km/h                     |                  |                  |                  |                  |                  |                  |                  |                  |                  |
| Beschleunigung, 0–100 km/h                  | 8,8 s                             | 10,6 s                | 8,2 s (8,7 s)                |                  |                  |                  |                  |                  |                  |                  |                  |                  |
| Kraftstoffverbrauch auf 100 km (kombiniert) | 7,8 l                             | 8,4 l                 | 9,1 l                        |                  |                  |                  |                  |                  |                  |                  |                  |                  |
| Leergewicht                                 | 955 kg                            | 965 kg                | 990 kg                       |                  |                  |                  |                  |                  |                  |                  |                  |                  |
| Bemerkungen                                 |                                   |                       |                              |                  |                  |                  |                  |                  |                  |                  |                  |                  |
|                                             | nicht für E10-Kraftstoff geeignet |                       |                              |                  |                  |                  |                  |                  |                  |                  |                  |                  |

1. ↑  Werte in runden Klammern für Automatikgetriebe.

## Typ NB/NB-FL (1998–2005)
Im Januar 1998 präsentierte Mazda die zweite Generation des MX-5 (Produktions-Code NB). Es wurden stärkere Motoren angeboten: der 1,6-l-Motor leistete 81 kW (110 PS), der 1,8-l-Motor 103 kW (140 PS).
1999 feierte Mazda mit einer auf 7500 Exemplare weltweit limitierten Auflage das 10-jährige Jubiläum des MX-5. Dieses 10th Anniversary-Modell hatte einige Besonderheiten, wie beispielsweise ein Sechs-Gang-Getriebe, Bilstein-Stoßdämpfer, eine Domstrebe zwischen den vorderen Federbeindomen, hochglanzpolierte Fünf-Speichen-Enkei-15 Zoll-Leichtmetallräder und eine Motorleistung von 103 kW (140 PS). Es wurde nur in Saphirmetallicblau hergestellt. Die Seriennummer befindet sich auf einer Plakette an der linken Fahrzeugseite unterhalb des Seitenblinkers. Das Vinyldach war ebenfalls blau. Auch hier gab es Lenkrad und Schaltknauf von Nardi. Die Höchstgeschwindigkeit dieses Modells wurde in den Zulassungspapieren mit 206 km/h angegeben.

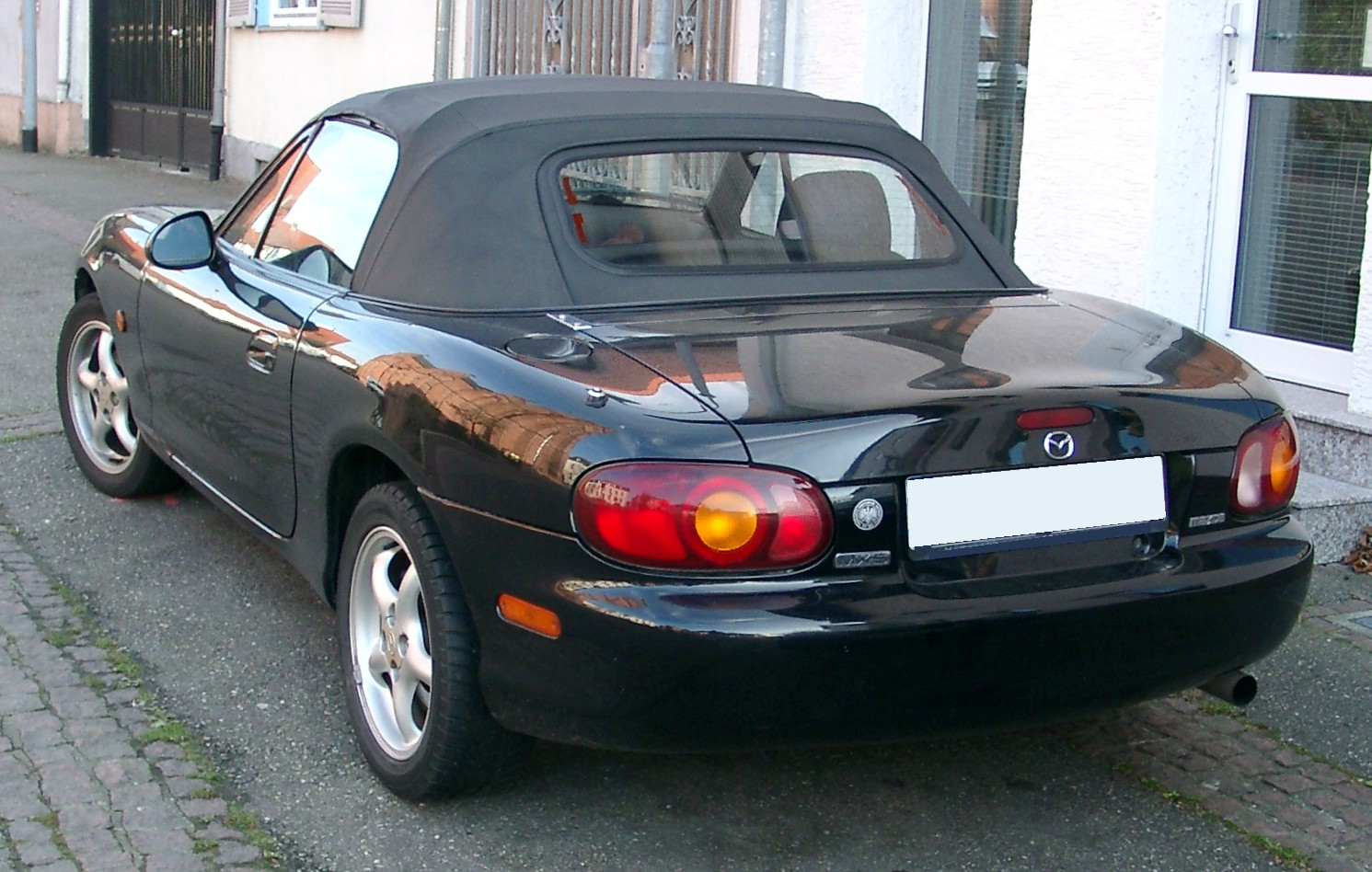
Heckansicht
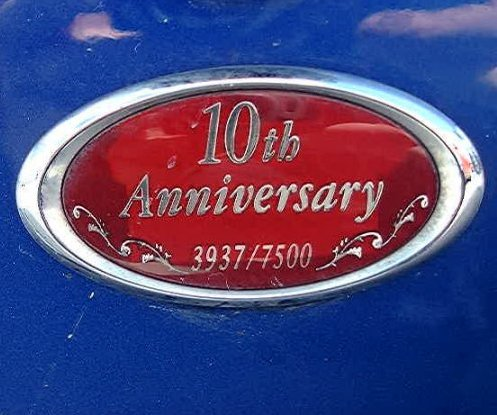
Emblem des Jubiläumsmodells

Im Dezember 2000 erfuhr der MX-5 ein Facelift (intern NB-FL), was an geringfügigen Modifizierungen an Front und Heck sowie einen leicht veränderten Innenraum erkennbar war. Außerdem gab es nun eine Automatikvariante mit 102 kW (139 PS), wobei der Wagen mit Schaltgetriebe auf 107 kW (146 PS) kam.
Der Mazda MX 5 wurde in Asien sowie in den USA auch für kurze Zeit als Mazdaspeedversion mit einem 1,8l 16v 4-Zylinder-Motor mit Abgasturbolader angeboten.

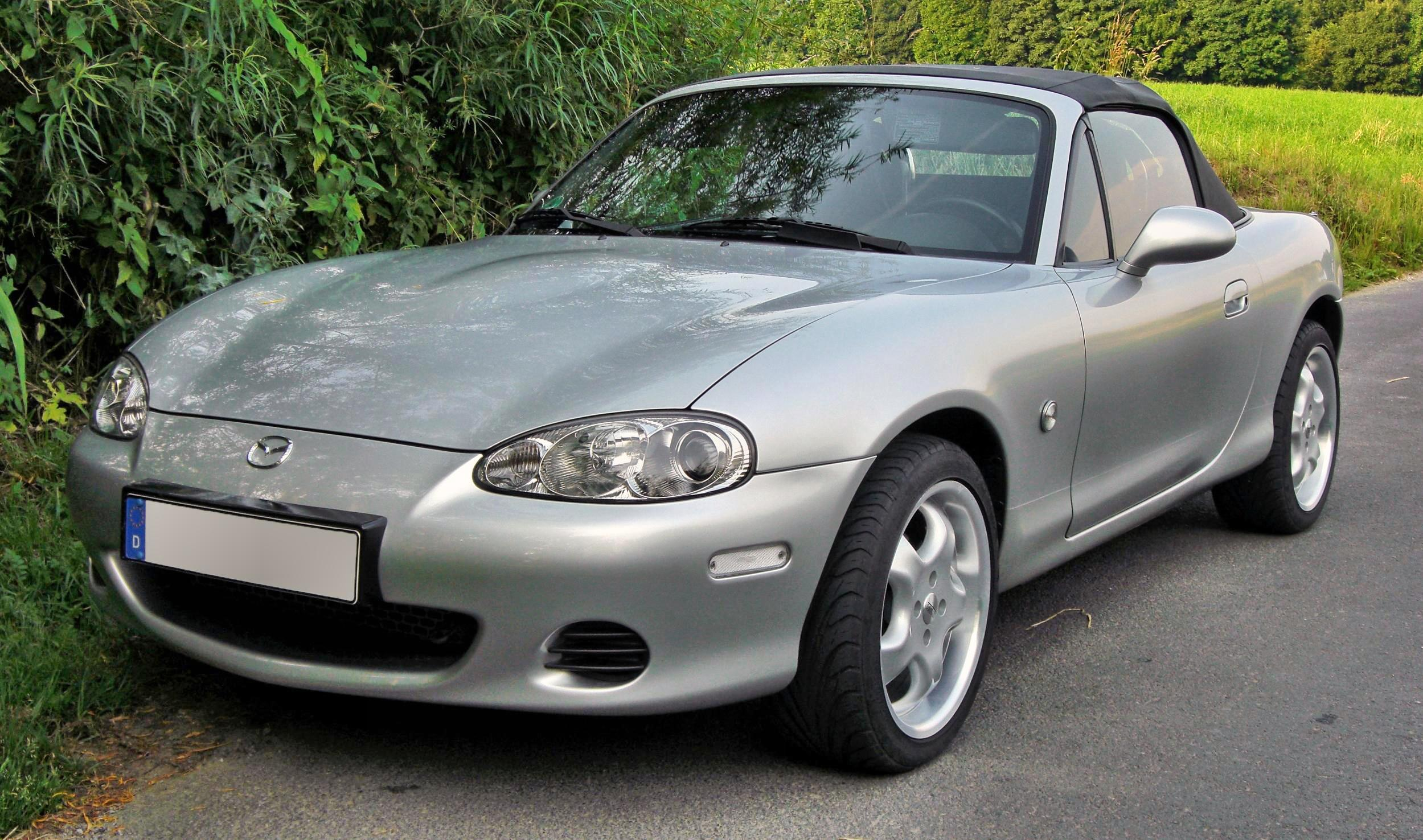
Mazda MX-5 (2000–2005)
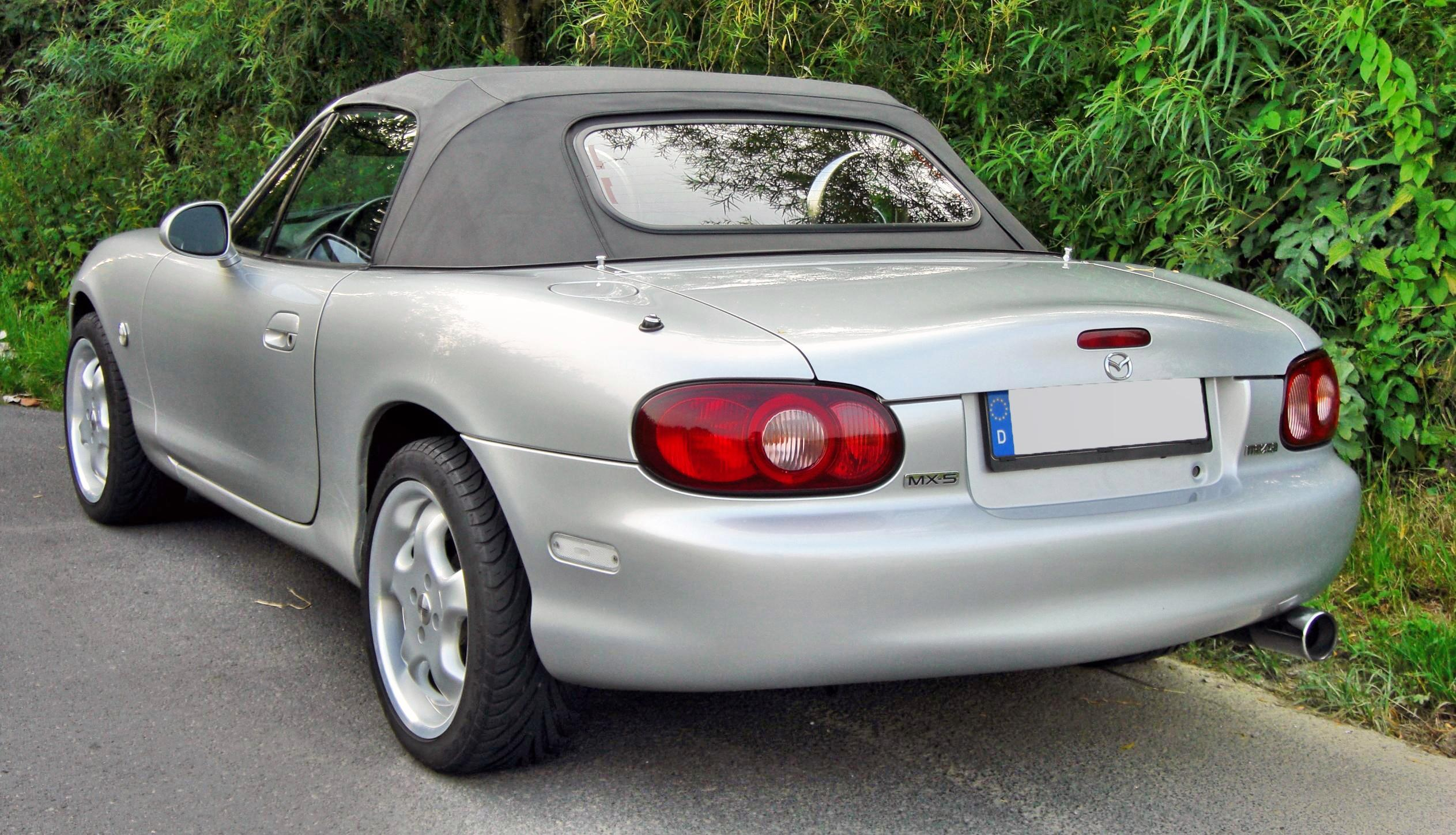
Heckansicht

### Roadster Coupé
Ab 2003 wurde exklusiv für den japanischen Markt ab Werk in Zusammenarbeit mit dem Tochterunternehmen Mazda Engineering and Technology eine Coupé-Version mit fixem Dach angeboten. Das Roadster Coupé entstand, indem das Standardmodell mit Stoffverdeck nach der Endmontage am Fließband entsprechend umgebaut wurde. Durch das fixe Hardtop erhöhte sich das Fahrzeuggewicht um 10 kg. Angeboten wurde das Modell mit den gleichen Motorisierungen wie das Softtop-Modell. Zwei Benziner mit 1,6 l bzw. 1,8 l Hubraum standen zur Wahl. Zudem konnte man zwischen vier Ausstattungsvarianten bzw. Optik-Paketen – Basis, Type S, Type A und Type E – wählen. Insgesamt wurden nur 179 Exemplare gefertigt, was das Roadster Coupé zu einer der seltensten MX-5-Varianten machte.

### Technische Daten
|                                             | 1.6                                  | 1.8                   | 1.8                   | 1.8                          |
| Bauzeitraum                                 | 05/1998–09/2005                      | 05/1998–11/2000       | 12/2000–09/2005       | 12/2000–09/2005              |
| Motorkenndaten                              |                                      |                       |                       |                              |
| Motortyp                                    | R4-Ottomotor                         | R4-Ottomotor          | R4-Ottomotor          | R4-Ottomotor                 |
| Anzahl Ventile pro Zylinder                 | 4                                    | 4                     | 4                     | 4                            |
| Ventilsteuerung                             | DOHC, Zahnriemen                     | DOHC, Zahnriemen      | DOHC, Zahnriemen      | DOHC, Zahnriemen             |
| Gemischaufbereitung                         | Saugrohreinspritzung                 | Saugrohreinspritzung  | Saugrohreinspritzung  | Saugrohreinspritzung         |
| Motoraufladung                              | keine                                | keine                 | keine                 | keine                        |
| Kühlung                                     | Wasserkühlung                        | Wasserkühlung         | Wasserkühlung         | Wasserkühlung                |
| Bohrung × Hub                               | 78,0 mm × 83,6 mm                    | 83,0 mm × 85,0 mm     | 83,0 mm × 85,0 mm     | 83,0 mm × 85,0 mm            |
| Hubraum                                     | 1598 cm³                             | 1840 cm³              | 1840 cm³              | 1840 cm³                     |
| Verdichtungsverhältnis                      | 9,4:1                                | 9,5:1                 | 10,0:1                | 10,0:1                       |
| max. Leistung bei min−1                     | 81 kW (110 PS) /6500                 | 103 kW (140 PS) /6500 | 107 kW (146 PS) /7000 | 102 kW (139 PS) /6500        |
| max. Drehmoment bei min−1                   | 134 Nm /5000                         | 162 Nm /4500          | 168 Nm /5000          | 162 Nm /4500                 |
| Abgasnorm                                   | Euro 2 bzw. Euro 3                   | Euro 2                | Euro 3                | Euro 3                       |
| Kraftübertragung                            |                                      |                       |                       |                              |
| Antrieb                                     | Hinterradantrieb                     | Hinterradantrieb      | Hinterradantrieb      | Hinterradantrieb             |
| Getriebe                                    | 5-Gang-Schaltgetriebe                | 5-Gang-Schaltgetriebe | 5-Gang-Schaltgetriebe | 4-Stufen-Automatik- getriebe |
| Getriebe (optional)                         | –                                    | 6-Gang-Schaltgetriebe | 6-Gang-Schaltgetriebe | –                            |
| Messwerte                                   |                                      |                       |                       |                              |
| Höchstgeschwindigkeit                       | 191 km/h                             | 205 km/h (203 km/h)   | 205 km/h (208 km/h)   | 190 km/h                     |
| Beschleunigung, 0–100 km/h                  | 9,7 s                                | 8,4 s                 | 8,5 s (8,4 s)         | 11,0 s                       |
| Kraftstoffverbrauch auf 100 km (kombiniert) | 7,8–8,1 l S                          | 8,5–8,8 l S           | 8,7 l S (8,9 l S)     | 8,9–9,5 l S                  |
| Leergewicht                                 | 1035 kg                              | 1080 kg               | 1140 kg               | 1155 kg                      |
| Bemerkungen                                 |                                      |                       |                       |                              |
|                                             | nicht für E10-Kraftstoff geeignet 1. |                       |                       |                              |

## Typ NC (2005–2015)

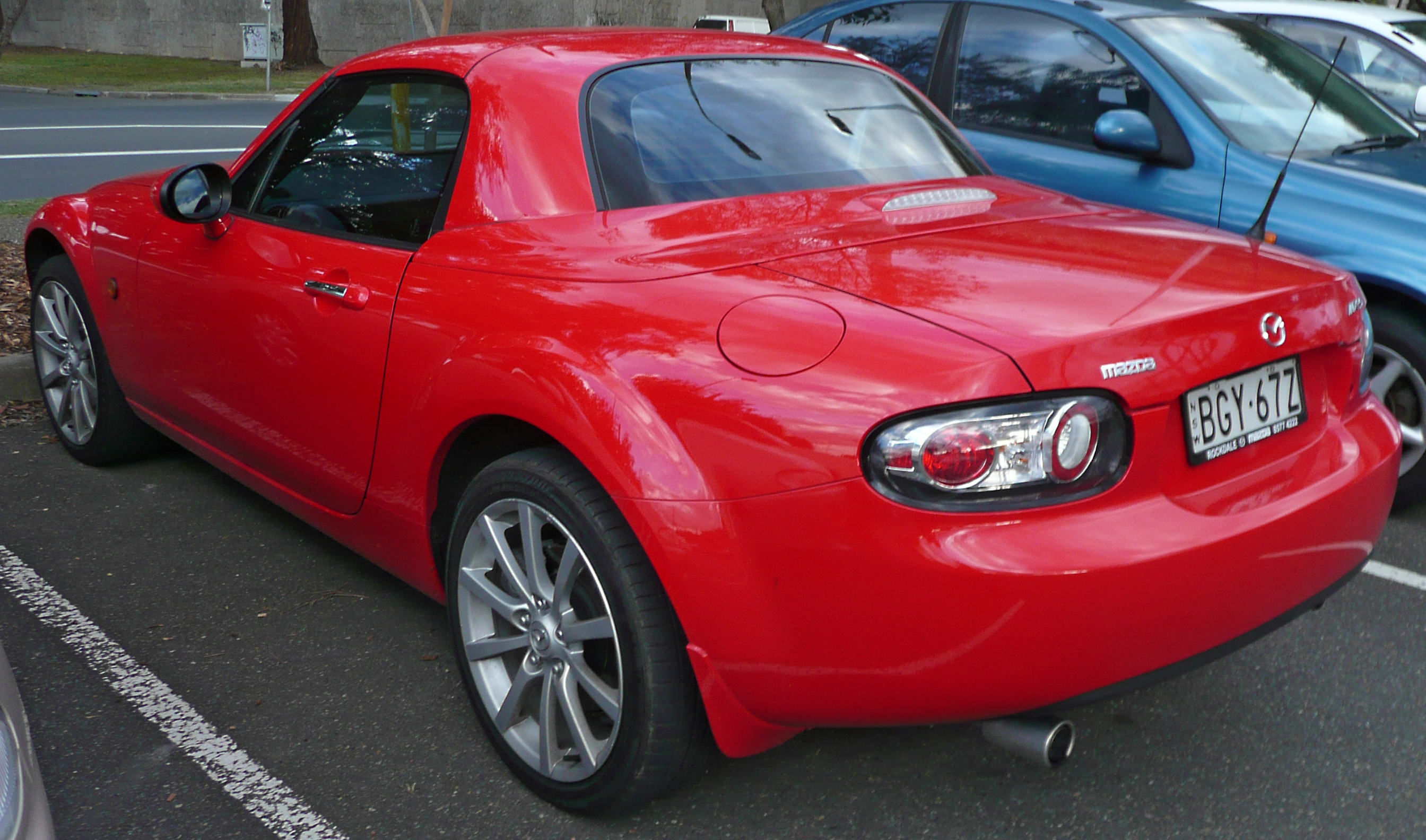
Mazda MX-5 Roadster-Coupé (2006–2008)

Auf dem 75. Genfer Auto-Salon im März 2005 wurde die dritte Generation des Mazda MX-5 (Produktions-Code NC) vorgestellt. Zunächst war sie als Vorverkaufs-Sondermodell 3rd Generation erhältlich, das ab Oktober 2005 verkauft wurde. Die reguläre Markteinführung fand Ende Januar 2006 statt.
Dieses Modell basiert auf der Bodengruppe des Mazda RX-8 und wurde mit zwei verschiedenen MZR-Ottomotoren mit 16 Ventilen angeboten.
Es hat eine verbesserte Serienausstattung mit DSC, Traktionskontrolle, Seiten- und Kopf-Schulter-Airbags sowie größeren Scheibenbremsen und wiegt etwa 100 kg mehr als sein Vorgänger. Die 2,0-Liter-Version besitzt zudem ein Sperrdifferenzial an der Hinterachse.
In Japan wurde der MX-5 der dritten Generation zum Japan Car of the Year 2005/2006 gewählt.
Ab Herbst 2006 war der MX-5 in der Version Roadster-Coupé auch mit einem Kunststoff-Klappdach erhältlich.

### Sondermodelle

#### 3rd Generation

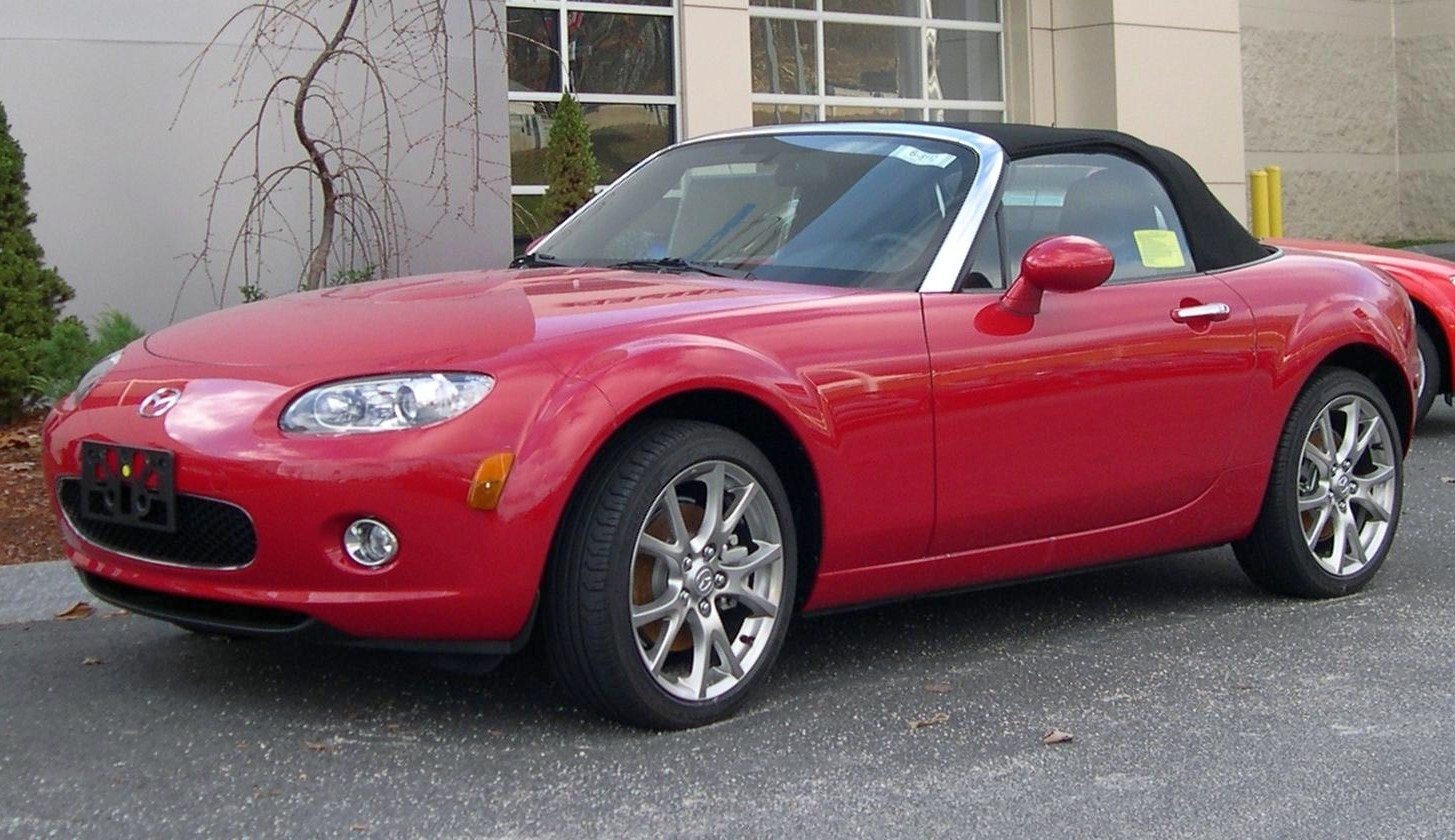
Frontansicht geschlossen

Mit dem auf 3500 Fahrzeuge limitierten Sondermodell 3rd Generation wurde im Oktober 2005 die dritte Generation des MX-5 eingeführt. Das Sondermodell war ab 30.700 Euro erhältlich und besitzt den 2,0-l-Ottomotor mit 118 kW (160 PS) und Sechsgang-Schaltgetriebe. Das Exterieur wurde durch Chrom-Einfassungen des Windschutzscheibenrahmens, des Frontgrills, der Türgriffe sowie Nebelscheinwerfer und Seitenblinker aufgewertet. Die polierten 17-Zoll-Aluminiumräder mit 205/45-Bereifung werden mit einem Sportfahrwerk und Bilstein-Stoßdämpfern kombiniert. Weiterhin gab es Xenonscheinwerfer und eine Metalliclackierung im Farbton Tornadorot.
Passend dazu wurden die beheizbaren Sitze und die Türverkleidungen mit rotem Leder bezogen. Auf der Mittelkonsole saß eine 3rd Generation Limited-Plakette mit integrierter Seriennummer. Neben einer Klimaautomatik und einem Multifunktionslederlenkrad mit drei Speichen gab es ein Bose-Sound-System mit sieben Lautsprechern und Sechsfach-CD-Wechsler. Silberfarbene Applikationen befinden sich zudem am Armaturenträger, den Anzeigeinstrumenten und den Lautsprechern. Das Sondermodell umfasste auch ein Vorverkaufspaket mit einem Fila-Polo-Shirt, einer Levi’s-Jeans, exklusiv für Mazda hergestellte Puma-Sportschuhen sowie einer Fliegeruhr der Uhrenmanufaktur Sinn. Deren Zifferblatt war in Wagenfarbe lackiert und das Armband aus rotem Leder gefertigt.

#### Black & White
Im September 2006 wurde das auf 250 Stück limitierte Sondermodell Black & White als Roadster zu Preisen ab 23.800 Euro und in zwei Varianten angeboten. Beiden gemein ist die Lackierung in Brillantschwarz oder Pegasusweiß und die Leichtmetallräder. Als Black & White Energy auf Basis der Energy-Ausstattung war das Fahrzeug mit 1,8- oder 2,0-l-Motor und Fünfgang-Schaltgetriebe erhältlich. Als Black & White Expression mit 2,0-l-Motor und Sechsgang-Schaltgetriebe basiert der MX-5 auf der Variante Expression. Das optionale Lichtpaket mit Nebel-, Xenonscheinwerfern und Scheinwerferreinigungsanlage war beim Energy Serie und kostete für den Expression 910 Euro Aufpreis. Ebenfalls aufpreispflichtig war das Bose-Sound-System mit Sechsfach-CD-Wechsler und sieben Lautsprechern sowie das Professional-Paket mit Alarmanlage, Innenraumüberwachung und schlüssellosem Zugangs- und Startsystem LogIn. Im Innenraum gab es schwarze beheizbare Ledersitze, eine Klimaautomatik, ein Multifunktionslederlenkrad und ein mobiles Navigationssystem. Der serienmäßige Apple iPod mit zwei Gigabyte Speicher und Adapterkabel für das Audio-System besitzt eine zur Außenlackierung kontrastierende Farbe. Je nach Variante betrug der Preisvorteil bis zu 2070 Euro.

#### Mithra
Ab April 2007 war das nach dem persischen Sonnengott benannte und limitierte Sondermodell Mithra ausschließlich als Roadster ab 26.000 Euro erhältlich. Angeboten wurde es in den Versionen Mithra Emotion mit 1,8-l-Motor, Fünfgang-Schaltgetriebe und 16-Zoll-Aluminiumrädern auf Basis der Emotion-Ausstattung sowie Mithra Expression mit 2,0-l-Motor, Sechsgang-Schaltgetriebe und 17-Zoll-Aluminiumrädern. Beworben wurde ein Preisvorteil gegenüber dem Kauf eines vergleichbar ausgestatteten MX-5 in Höhe von 450 Euro, bzw. in Höhe von 539 Euro im Falle des Mithra Emotion.
Beide Varianten besitzen ein schwarzes Stoffverdeck, das mit den drei Metalliclackierungen Festivalschwarz, Tiamatblau und Argosgrün kombiniert werden konnte. Des Weiteren gibt es Nebelscheinwerfer, Chrom-Applikationen am Frontgrill, den Türgriffen und den Überrollbügeln sowie eine weiße dritte Bremsleuchte und weiße Seitenblinker mit Chrom-Einfassung. Das Interieur bietet beigegraue, beheizbare Sportledersitze, beigefarbene Ziernähte am Schaltknauf, am Handbremsgriff und am Lederlenkrad. Letzteres verfügt über Bedienelemente für das Audio-System mit CD-Player und sechs Lautsprechern. Ebenso zur Serienausstattung gehörten eine Klimaautomatik, ein Windschott und silberne Einlagen am Armaturenbrett.

#### Niseko

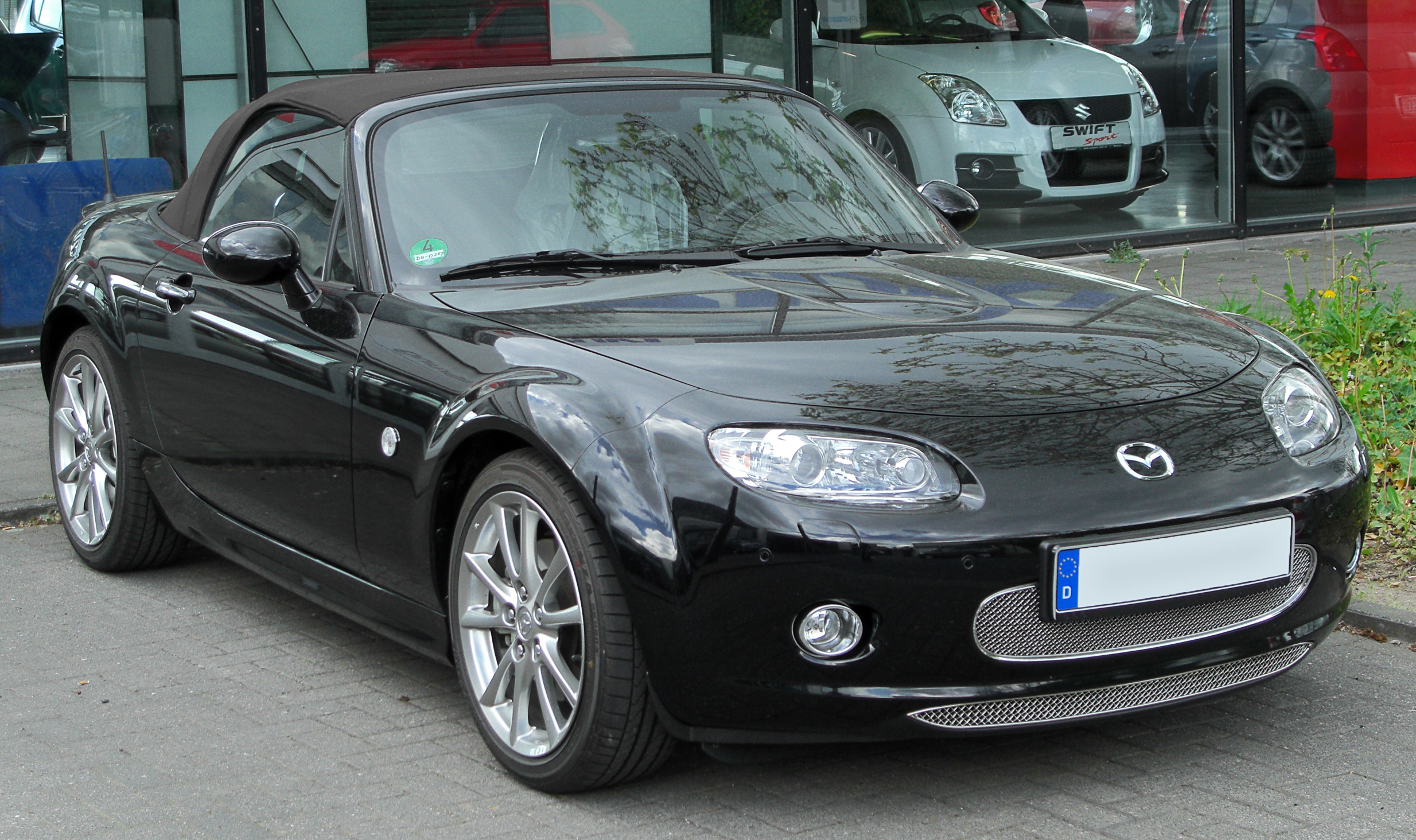
Mazda MX-5 Niseko

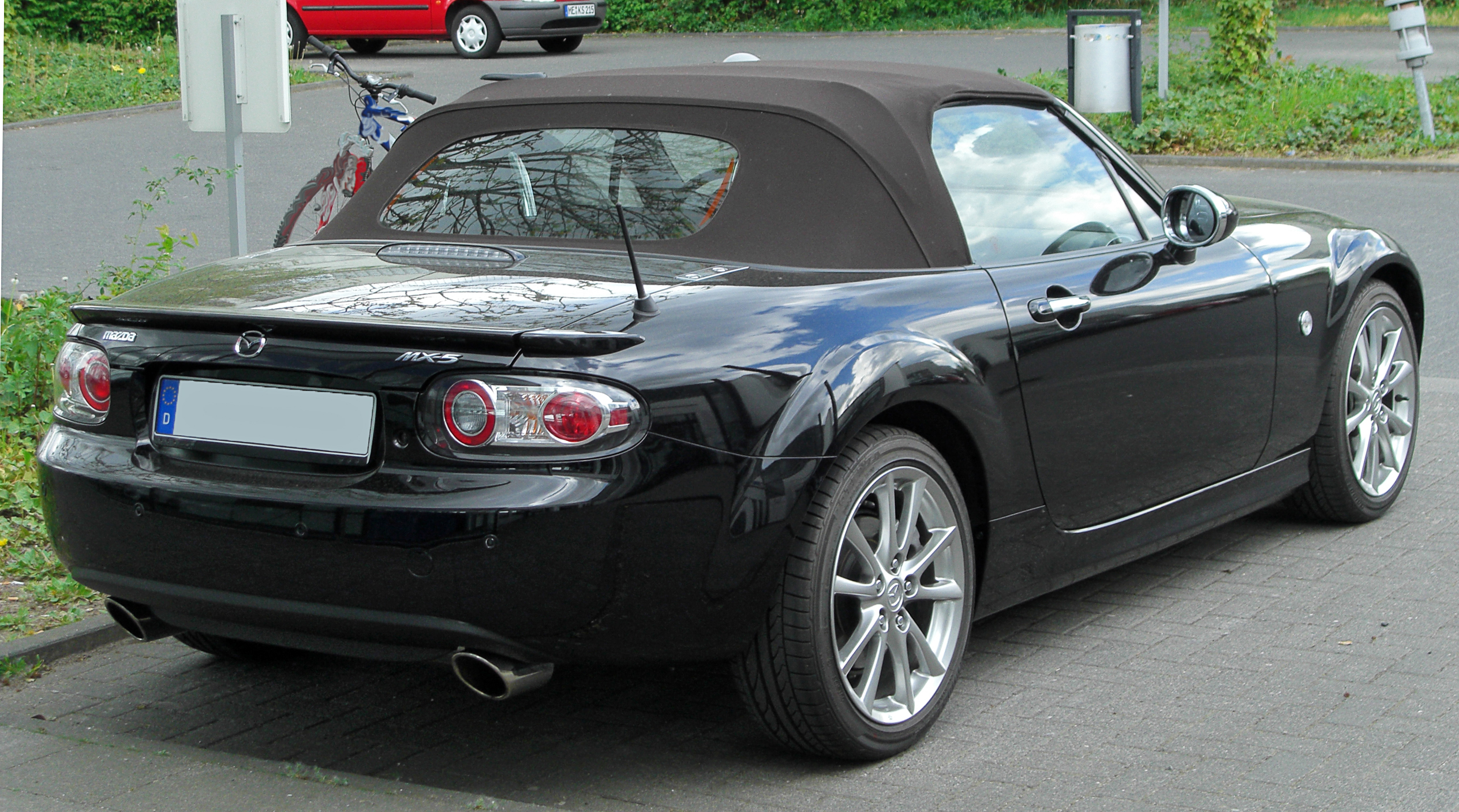
MX-5 Niseko mit braunem Textilverdeck

Das nach einem japanischen Skiort benannte Sondermodell Niseko basiert auf der Ausstattungsvariante Emotion und war ab März 2008 für beide Karosserie- und Motorversionen mit Fünfgang-Schaltgetriebe verfügbar, wobei das Basismodell als Roadster mit 1,8-Liter-Motor 21.700 Euro kostete.
Das Exterieur des Sondermodells wird durch silbergraue 17-Zoll-Aluminiumräder im Zehnspeichen-Design, Chrom-Applikationen am Frontgrill, den Scheinwerfereinsätzen, den Türgriffblenden sowie an den Nebelscheinwerfern und Seitenblinkern bestimmt. Letztere sind ebenso wie die dritte Bremsleuchte weiß gefärbt. Die fünf Außenlackierungen Brillantschwarz, Pegasusweiß (nicht für das Roadster-Coupé verfügbar), Satinsilber-Metallic, Mephistograu-Metallic und, speziell für das Sondermodell, Pontosblau-Metallic wurden beim Roadster mit einem dunkelbraunen Stoffverdeck kombiniert.
Die beheizbaren Sitze wurden, wie auch das Lenkrad, der Schaltknauf und der Handbremsgriff, in dunkelbraunem Leder mit hellblauen Kontrastnähten bezogen. Weiterhin besitzt der Innenraum eine Klimaautomatik und chromumrandete Rundinstrumente. Das sonst aufpreispflichtige Touring-Paket mit zwei zusätzlichen Lautsprechern, Edelstahleinstiegsleisten, MP3-CD-Radio mit Lenkradbedienung, einem Ablagenetz im Beifahrerfußraum und beheizbarer Glasheckscheibe war im Sondermodell enthalten. Weitere Ausstattungsoptionen gab es nicht.
Ab Mai 2008 war gegen 1500 Euro Aufpreis das Plus-Paket erhältlich. Dieses umfasste ein Bose-Sound-System mit Sechsfach-CD-Wechsler, MP3-Wiedergabe und sieben Lautsprechern sowie Xenonscheinwerfer mit automatischer Leuchtweitenregulierung und Scheinwerferreinigungsanlage. Der Preisvorteil beim Kauf eines Niseko gegenüber einem vergleichbar ausgestatteten MX-5 soll, je nach Motorisierung, zwischen 4780 und 5810 Euro betragen haben.

#### 20th Anniversary

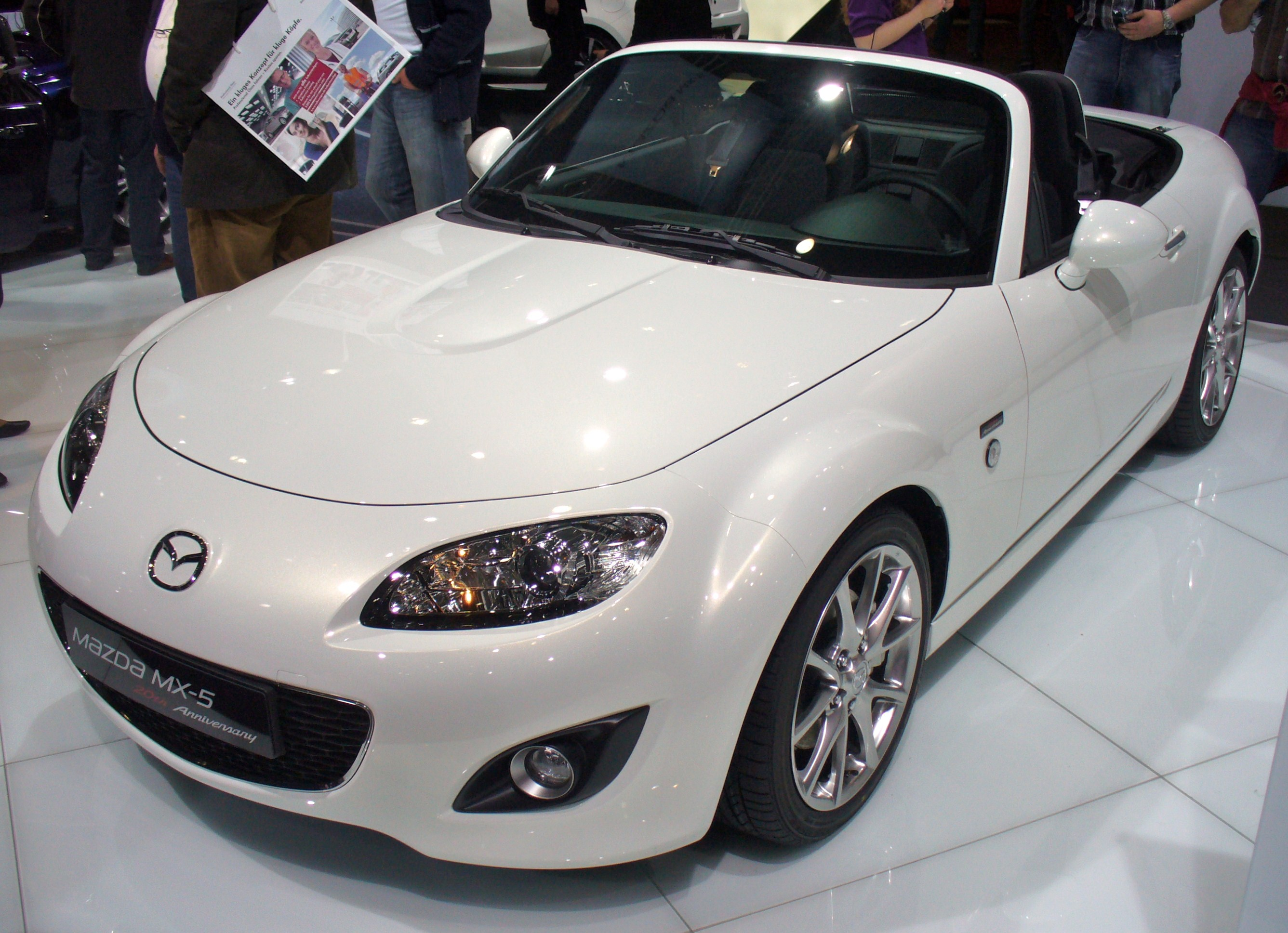
Mazda MX-5 20th Anniversary

Auf dem Genfer Auto-Salon im März 2010 stellte Mazda anlässlich des 20-jährigen Jubiläums dieses Sondermodell vor. Es wurde für circa 22.000 Euro nur auf dem europäischen Markt angeboten und war auf 2000 Einheiten limitiert. 500 davon waren für Deutschland vorgesehen. Der 20th Anniversary basiert auf dem Modell mit 1,8-Liter-Motor und Stoffverdeck. Die Ausstattung wurde um ein Chrompaket, 17-Zoll-Leichtmetallräder, Aluminiumpedale, spezielle Sondermodell-Logos im Interieur sowie eine zusätzliche Domstrebe im Motorraum ergänzt. Die Dekorelemente im Innenraum und die Überrollbügel des Sondermodells sind in den jeweils erhältlichen Außenfarben Kardinalrot, Arachneweiß, bzw. in der neuen Farbe Nereusblau lackiert.

#### 25th Anniversary
Im April 2014 wurde dieses Sondermodell auf der New York International Auto Show enthüllt. Es wurde ausschließlich in Soul Red Metallic und mit einem beigen Lederinterieur geliefert. Die Ausstattung umfasst ein schwarzes Hardtop, Aluminiumfelgen und ein Bilstein-Sportfahrwerk. Die 100 Exemplare, die ausschließlich in den USA angeboten wurden, waren am 20. Mai 2014 zehn Minuten nach der Freischaltung auf der Herstellerwebsite ausverkauft.

### Modellpflege

#### 2008

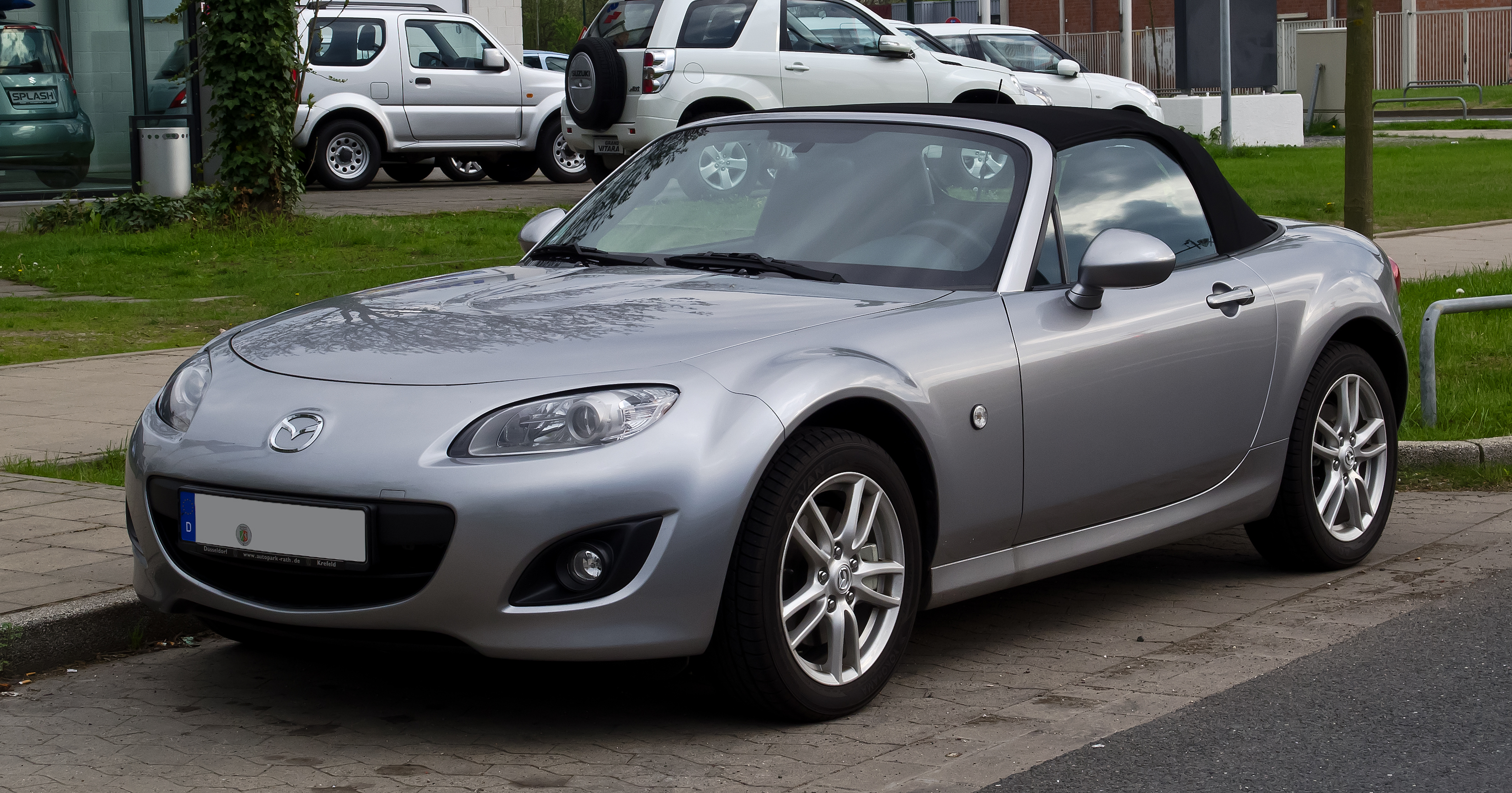
Mazda MX-5 Roadster (2008–2012)

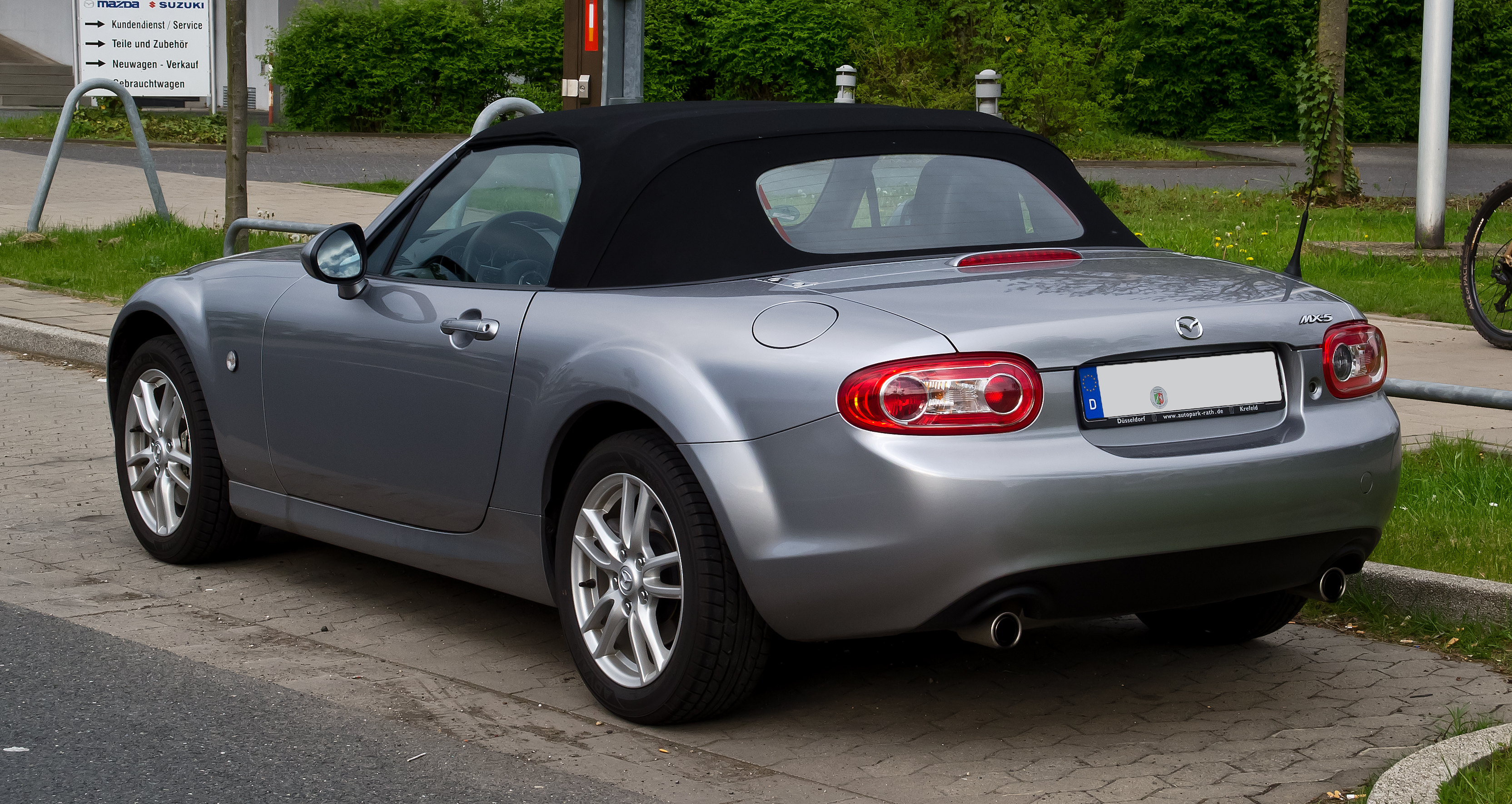
Heckansicht

Auf dem Pariser Autosalon im Oktober 2008 wurde eine modellgepflegte Version (NCFL) des Roadsters vorgestellt. Äußerlich wurde der MX-5 des Modelljahrs 2009 vor allem an der Front überarbeitet.
Der bisher ovale Kühllufteinlass wurde von dem für Mazda typischen Fünfpunkt-Kühlergrill im Stil des Anfang 2009 modifizierten Mazda RX-8 ersetzt. Außerdem wurden die Scheinwerfer optisch gestreckt, das Markenemblem deutlicher hervorgehoben und die Einfassung der Nebelscheinwerfer geändert. Weiterhin wurden die Außenspiegel aerodynamisch optimiert und die Seitenschweller von einer Lichtkante durchzogen. Die Rückleuchten wurden auch aerodynamisch und optisch überarbeitet. Des Weiteren unterscheidet sich das Roadster-Coupé nun durch einen chromumrandeten Kühlergrill mit Maschendrahtmuster und chromumrandete Nebelscheinwerfer vom Roadster.
Neu ins Angebot kam ein Sportpaket mit Recaro-Sitzen und ein Automatikgetriebe für den 2,0-l-Motor. Der NC wurde ab da in den beiden Ausstattungsvarianten Center-Line und Sports-Line angeboten. Letztere bot zusätzlich ein 6-Gang-Schaltgetriebe, ein Bilstein-Sport-Fahrwerk, Xenon-Hauptscheinwerfer und Aluminiumpedale. Das Softtopmodell wurde mit manueller Klimaanlage ausgeliefert, während das Coupé eine serienmäßige Klimaautomatik erhielt.
Beim 2,0-Liter-Motor wurden die Kolben, Kurbelwelle und Ventilfedern überarbeitet und die Drehzahlgrenze um 500 Umdrehungen auf 7500/min bei gleicher Leistung angehoben. Hier wurde auch ein Induction Sound Enhancer vom Motorraum in den Innenraum eingebaut, welcher für einen intensiveren Motorenklang sorgen soll. Die Fahrleistungen haben sich geringfügig verbessert, während der Verbrauch gesenkt werden konnte. Außerdem wurde das Fahrwerk überarbeitet, das ESP wurde weniger sensibel eingestellt und das Sechsgang-Schaltgetriebe soll sich dank Karbonbeschichtung leichter schalten als bisher.
Der MX-5 NC war ab der Überarbeitung in den Farben Brillantschwarz, Kardinalrot, Arachneweiß, Plutossilber, Carminarot, Kronosgrau und Tiamatblau erhältlich. Bis auf die ersten beiden Lacke handelte es sich um Metallicfarben.
Folgende Ausstattungsmerkmale wurden mit der Modellpflege in unterschiedliche Paketen aufgenommen: ein Cruisematic genannter Tempomat, eine Bluetooth-Freisprecheinrichtung mit Sprachsteuerung, eine Außentemperatur- und Verbrauchsanzeige, eine fünfstufige Sitzheizung in Verbindung mit Ledersitzen und ein Reifendruck-Kontrollsystem.
Im Innenraum wurde die Mittelkonsole verändert, der Mittelsteg der Becherhalter ist nun herausnehmbar, die Armauflage gepolstert. Auch die Türverkleidungen wurden überarbeitet, ebenso wie das Audiosystem, welches ein anderes Bedienkonzept erhielt.

#### 2012

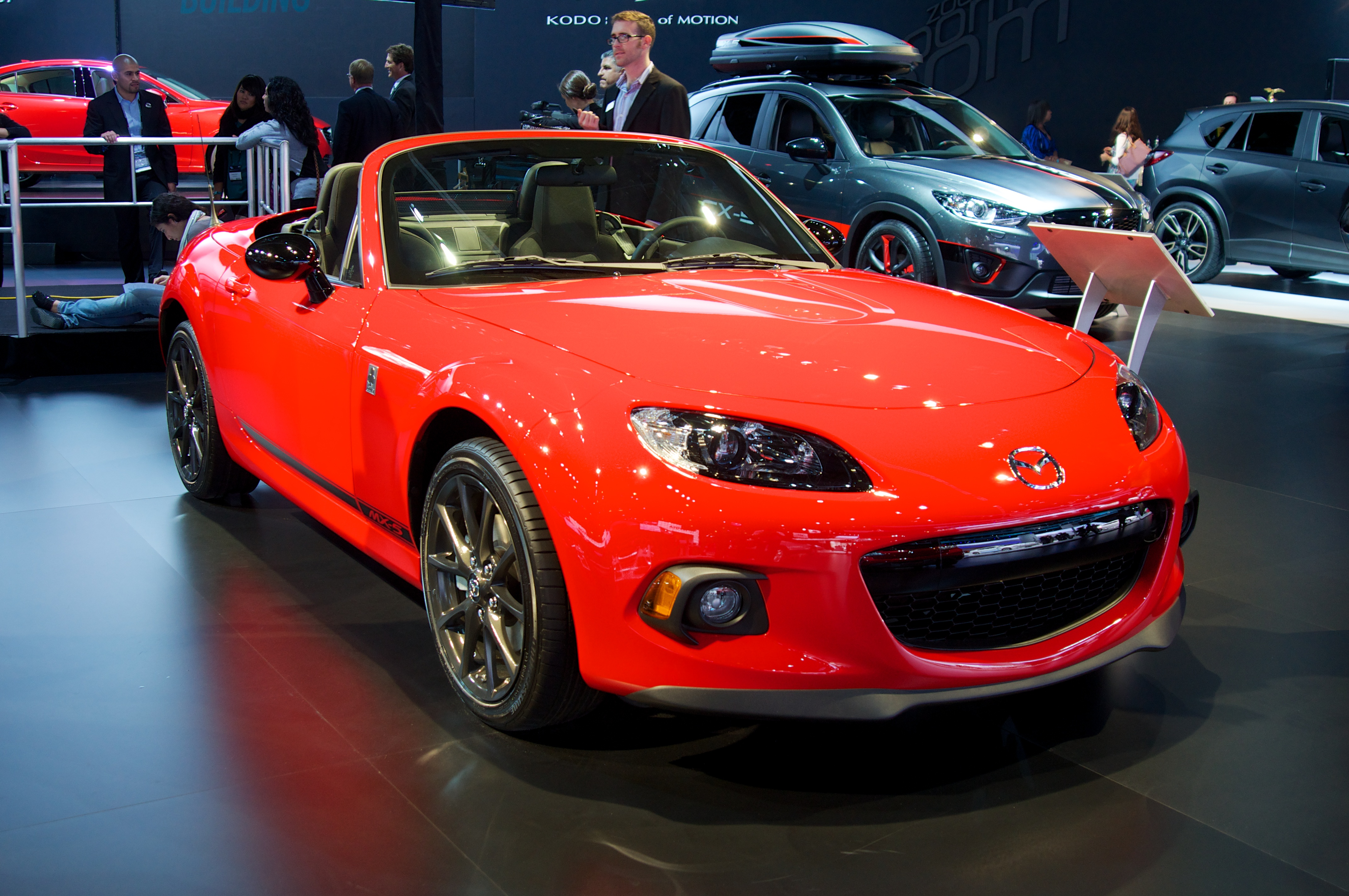
Mazda MX-5 (2012–2015)

Im Herbst 2012 wurde der MX-5 erneut überarbeitet. Die Änderungen beschränkten sich weitgehend auf das Aussehen.
Der MX-5 bekam einen neu designten Frontstoßfänger, der das Fahrzeug aggressiver erscheinen lassen soll und zusätzlich die Aerodynamik verbessert. Die äußeren zwei Elemente des Stoßfängers, die die Nebelscheinwerfer beinhalten, sind nun nach außen hin abfallend, der große Lufteinlass in der Mitte läuft nach unten hin spitzer zu. Auch der Innenraum wurde etwas überarbeitet. Eine neue Außenfarbe namens Dolphin Grey wurde ins Modellprogramm aufgenommen.
In Sachen Fußgängerschutz wurde ebenfalls Hand angelegt. Neu ist eine aktive Motorhaube DHS (Deployable Hood System), die sich im Falle eines Crashs mit einem Fußgänger automatisch anheben und so mehr Platz für Deformation bieten soll. Über diese Knautschzone soll so mehr Aufprallenergie abgebaut werden, was den Schutz des Fußgängers erhöhen soll.
Weiterhin wurde der Bremskraftverstärker überarbeitet. Ein direkteres Ansprechen auf Beschleunigung soll ebenfalls zur Erhöhung der Fahrfreude beitragen.
Bei den Motoren gab es keine Änderungen, es blieb bei den zwei Vierzylinder-Benzinmotoren mit 1,8 Liter Hubraum und 93 kW (126 PS) sowie mit 2,0 Liter und 118 kW (160 PS).

### Superlight Version

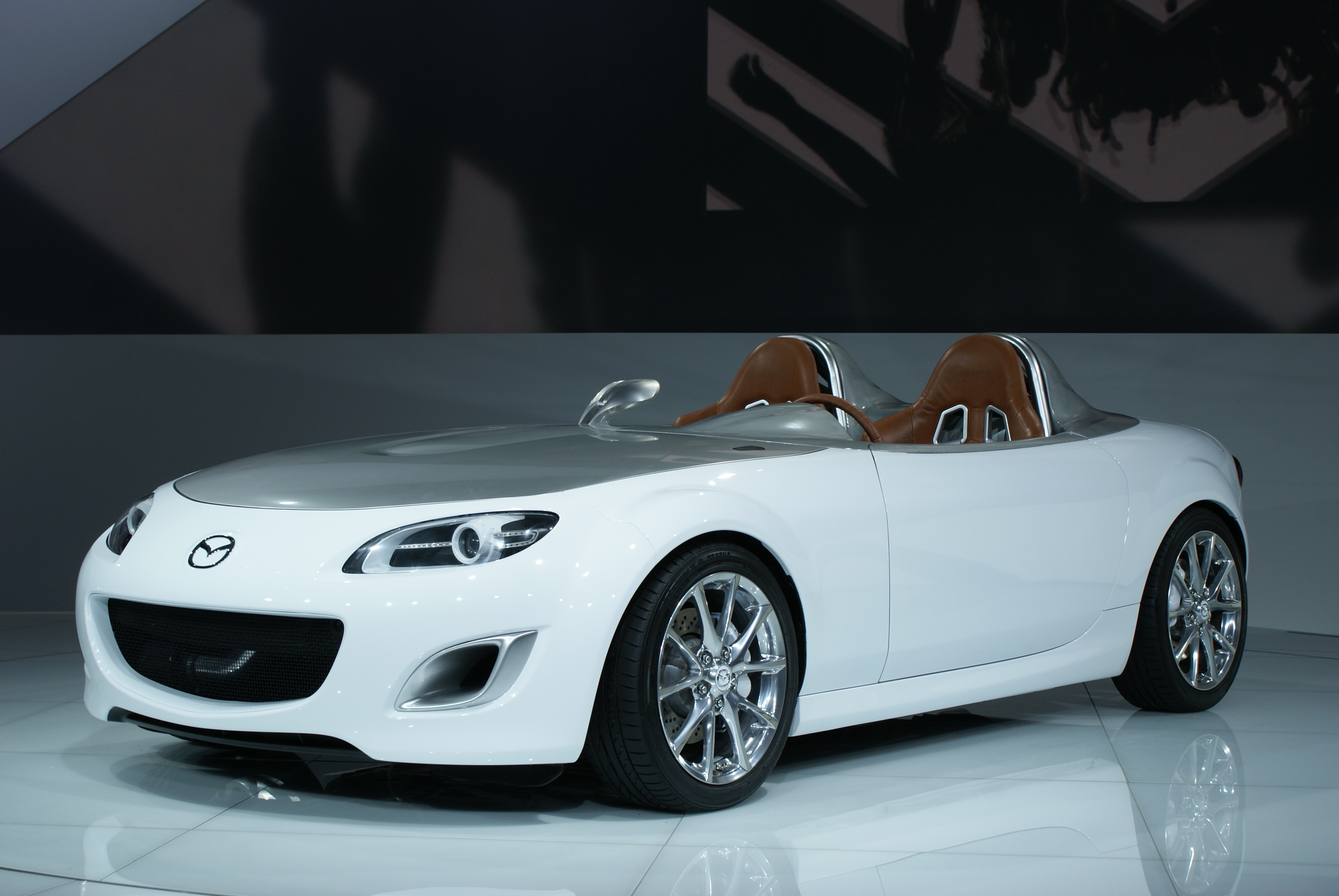
Superlight Version auf der IAA

Auf der IAA 2009 wurde eine Superlight Version genannte Studie des MX-5 NC vorgestellt. Sie entstand im europäischen Design- und Entwicklungszentrum in Oberursel und zeichnet sich, wie der Name andeutet, durch ihre Leichtbauweise aus. So wurde auf ein Dach und eine Windschutzscheibe vollständig verzichtet, lediglich ein großer Überrollbügel schützt die Insassen bei Überschlägen. Auch werden viele Teile in Leichtbauwerkstoffen ausgeführt und die Innenausstattung wurde deutlich reduziert.
Die Superlight-Version wird vom üblichen 1,8-l-Benzinmotor mit 93 kW (126 PS) angetrieben, hat aber durch das etwa 135 kg geringere Gewicht von 995 kg bessere Fahrleistungen als das gleich starke Serienmodell: Die Beschleunigung von 0 – 100 km/h beträgt 8,9 s, der CO2 -Ausstoß 150 g/km.

### Technische Daten
|                                             | 1.8 MZR               | 2.0 MZR                                          | 2.0 MZR                                               |
| Bauzeitraum                                 | 03/2005–02/2015       | 03/2005–10/2008                                  | 11/2008–02/2015                                       |
| Motorkenndaten                              |                       |                                                  |                                                       |
| Motortyp                                    | R4-Ottomotor          | R4-Ottomotor                                     | R4-Ottomotor                                          |
| Anzahl Ventile pro Zylinder                 | 4                     | 4                                                | 4                                                     |
| Ventilsteuerung                             | DOHC, Kette           | DOHC, Kette                                      | DOHC, Kette                                           |
| Gemischaufbereitung                         | Saugrohreinspritzung  | Saugrohreinspritzung                             | Saugrohreinspritzung                                  |
| Motoraufladung                              | keine                 | keine                                            | keine                                                 |
| Kühlung                                     | Wasserkühlung         | Wasserkühlung                                    | Wasserkühlung                                         |
| Bohrung × Hub                               | 83,0 mm × 83,1 mm     | 87,5 mm × 83,1 mm                                | 87,5 mm × 83,1 mm                                     |
| Hubraum                                     | 1798 cm³              | 1999 cm³                                         | 1999 cm³                                              |
| Verdichtungsverhältnis                      | 10,8:1                | 10,8:1                                           | 10,8:1                                                |
| max. Leistung bei min−1                     | 93 kW (126 PS) /6500  | 118 kW (160 PS) /6700                            | 118 kW (160 PS) /7000                                 |
| max. Drehmoment bei min−1                   | 167 Nm /4500          | 188 Nm /5000                                     | 188 Nm /5000                                          |
| Kraftübertragung                            |                       |                                                  |                                                       |
| Antrieb                                     | Hinterradantrieb      | Hinterradantrieb                                 | Hinterradantrieb                                      |
| Getriebe, serienmäßig                       | 5-Gang-Schaltgetriebe | 5-Gang-Schaltgetriebe                            | 5-Gang-Schaltgetriebe (6-Gang-Schaltgetriebe ab 2013) |
| Getriebe, optional                          | –                     | 6-Gang-Schaltgetriebe 6-Stufen-Automatikgetriebe | 6-Gang-Schaltgetriebe 6-Stufen-Automatikgetriebe      |
| Messwerte (1)                               |                       |                                                  |                                                       |
| Höchstgeschwindigkeit                       | 200 km/h              | 215 km/h (218 km/h) [194 km/h]                   | 215 km/h (218 km/h) [194 km/h]                        |
| Beschleunigung, 0–100 km/h                  | 9,6 s                 | 8,3 s (8,2 s)                                    | 7,6 s (7,9 s) [8,9 s]                                 |
| Kraftstoffverbrauch auf 100 km (kombiniert) | 7,3 l S               | 7,7 l S (8,2 l S) [8,2 l S]                      | 7,6 l S (7,8 l S) [8,0 l S]                           |
| CO2-Emissionen (kombiniert)                 | 174 g/km              | 183 g/km (193 g/km)                              | 177 g/km (181 g/km) [188 g/km]                        |
| Leergewicht (2)                             | 1150 kg               | 1155 kg (1165 kg) [1175 kg]                      | 1155 kg (1165 kg) [1175 kg]                           |

## Typ ND (seit 2015)
| Sterne im Euro NCAP-Crashtest (2015) | [ 20 ] |

Mazda präsentierte die vierte Generation des MX-5 am 7. September 2014 gleichzeitig in drei Ländern (USA, Spanien und Japan). Das neue Modell wurde dann im Oktober 2014 auf dem Pariser Autosalon und im November 2014 auf der Los Angeles Auto Show vorgestellt. Die Produktion startete am 4. März 2015. Produktionsort ist weiterhin Hiroshima in Japan. Der Roadster wurde am 12. September 2015 offiziell bei den deutschen Händlern dem Publikum vorgestellt.
Eine im Mai 2012 angekündigte Zusammenarbeit mit Alfa Romeo wurde Mitte 2014 abgesagt. Im November 2015 wurde von FCA der Fiat 124 Spider auf Basis der ND-Plattform vorgestellt. Weitere in Kleinserie produzierte Modelle auf Basis des MX-5 sind der Rock Star von Mitsuoka Jidōsha und der Grand Albaycín von Hurtan. Der Mazda folgt der Kodo-Designlinie; Kodo bedeutet etwa „Seele der Bewegung“.

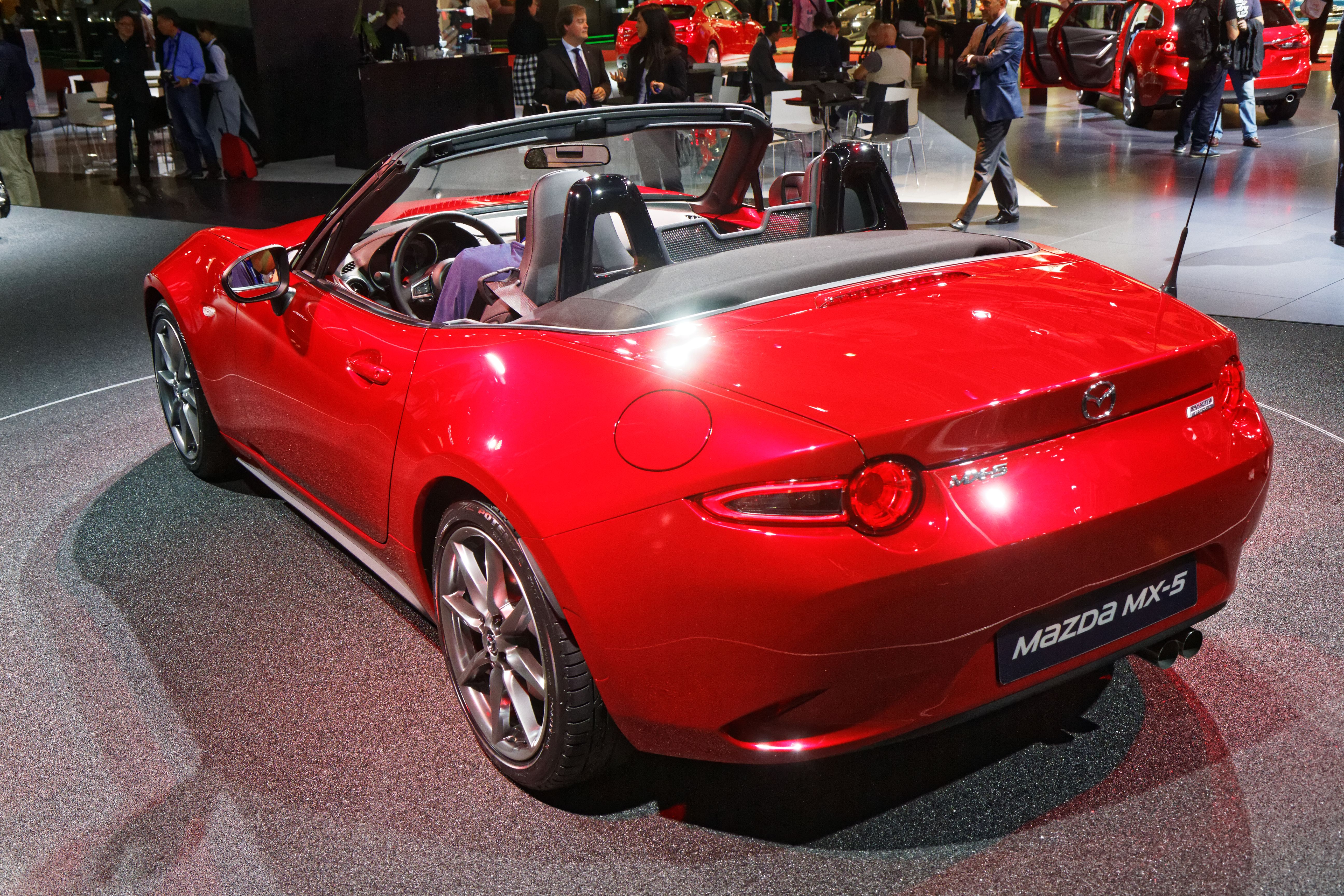
Heckseitenansicht
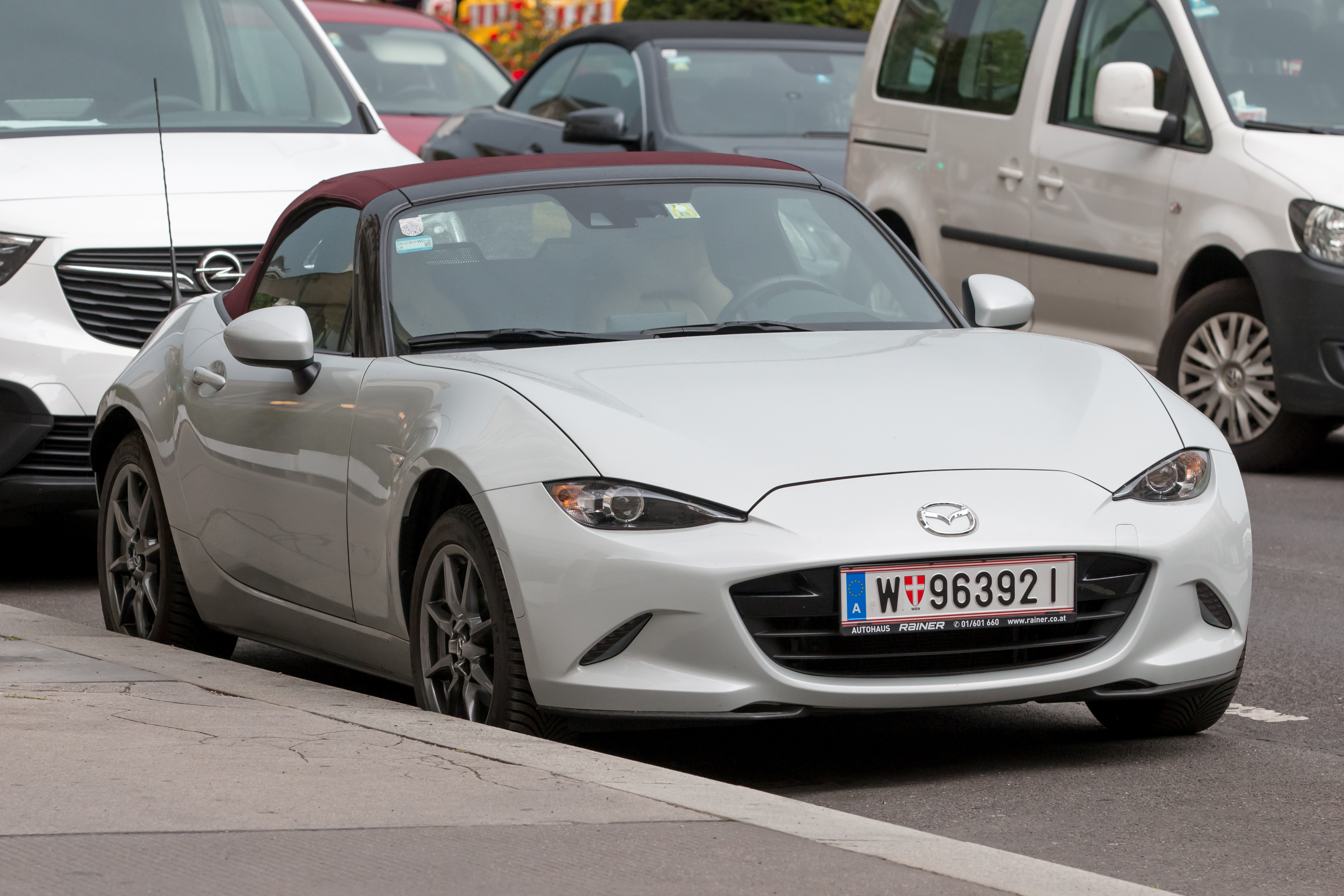
Frontansicht geschlossen
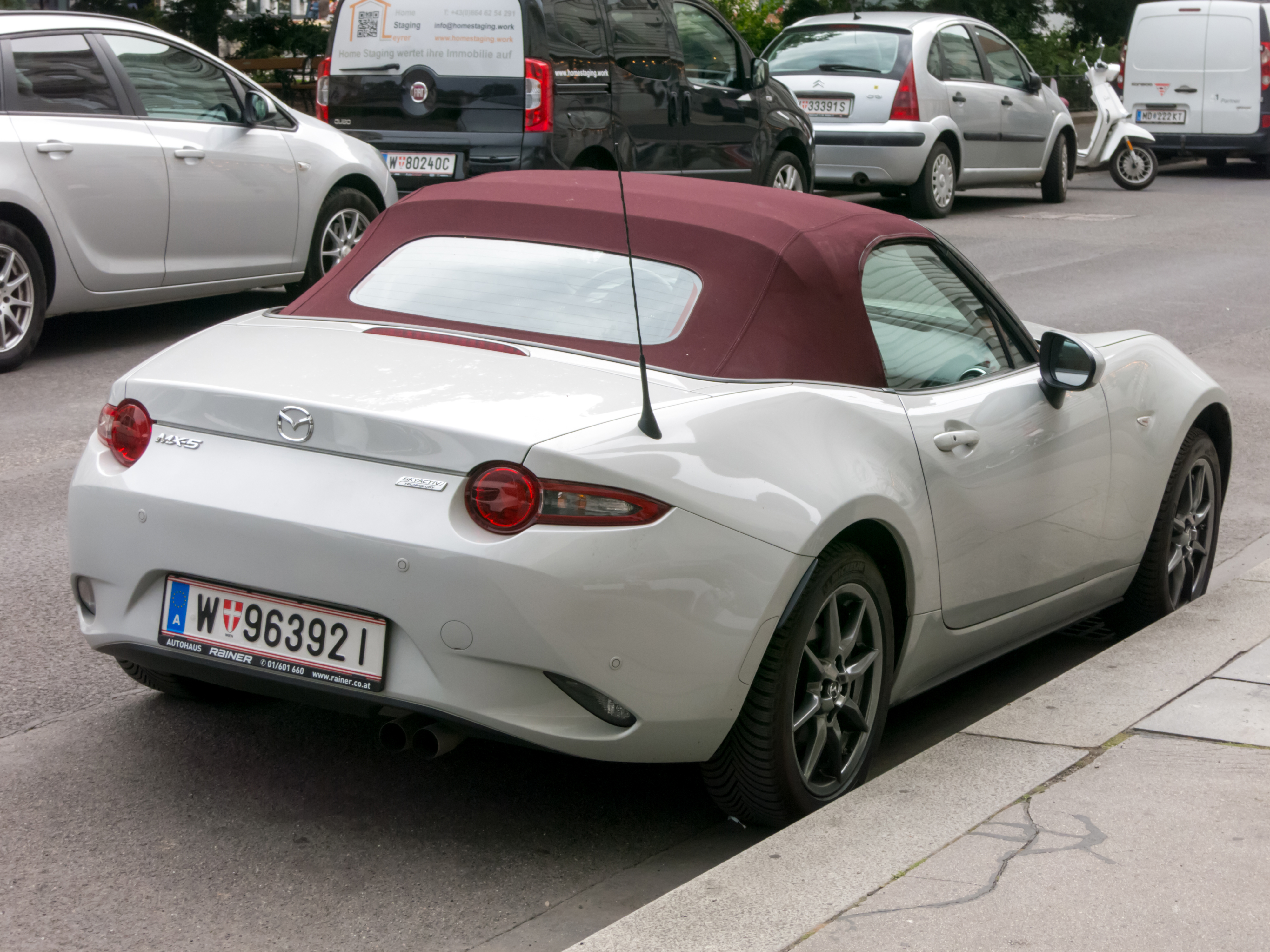
Heckansicht geschlossen
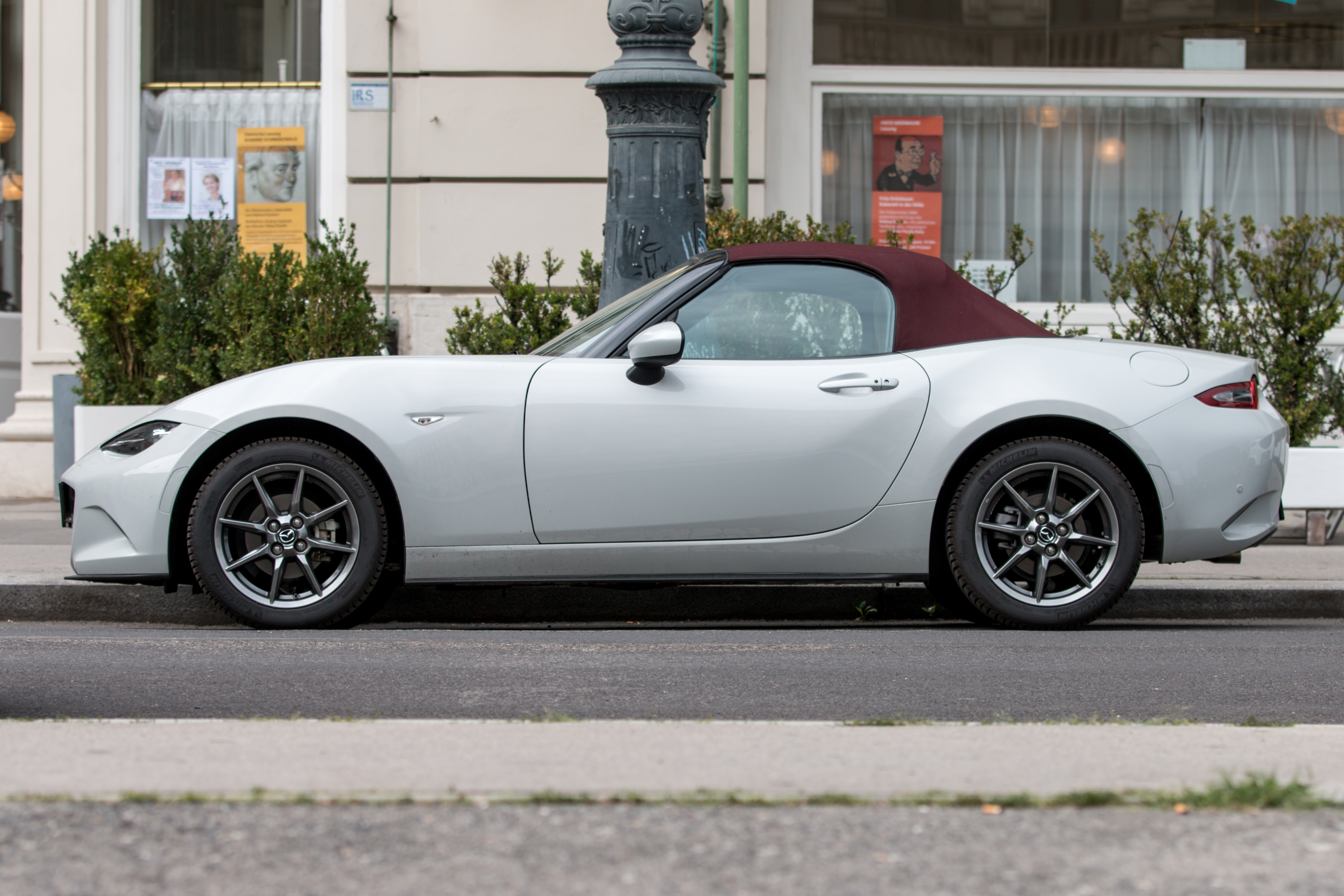
Seitenansicht
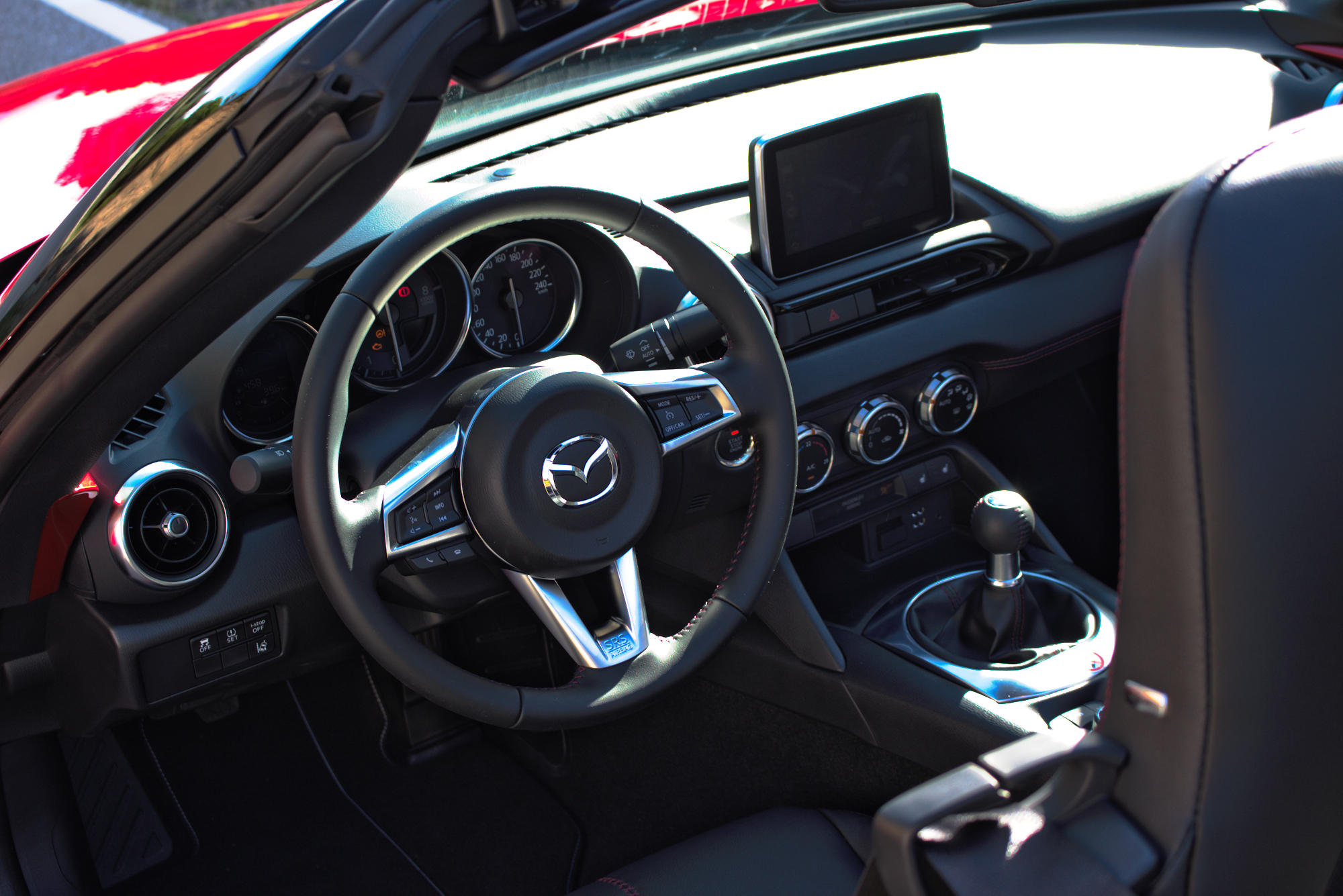
Cockpit
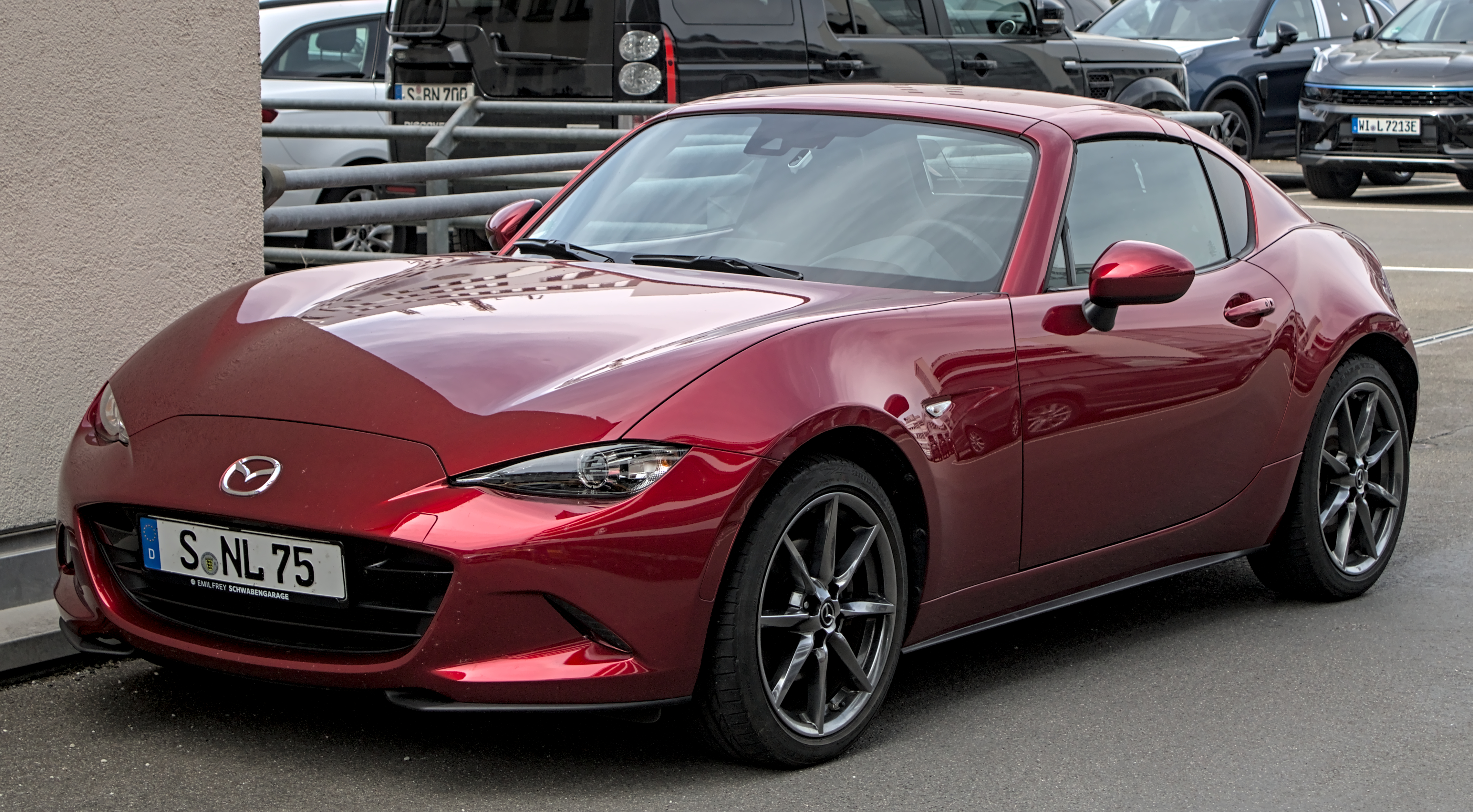
MX-5 RF („Targa“) Vorderseitenansicht
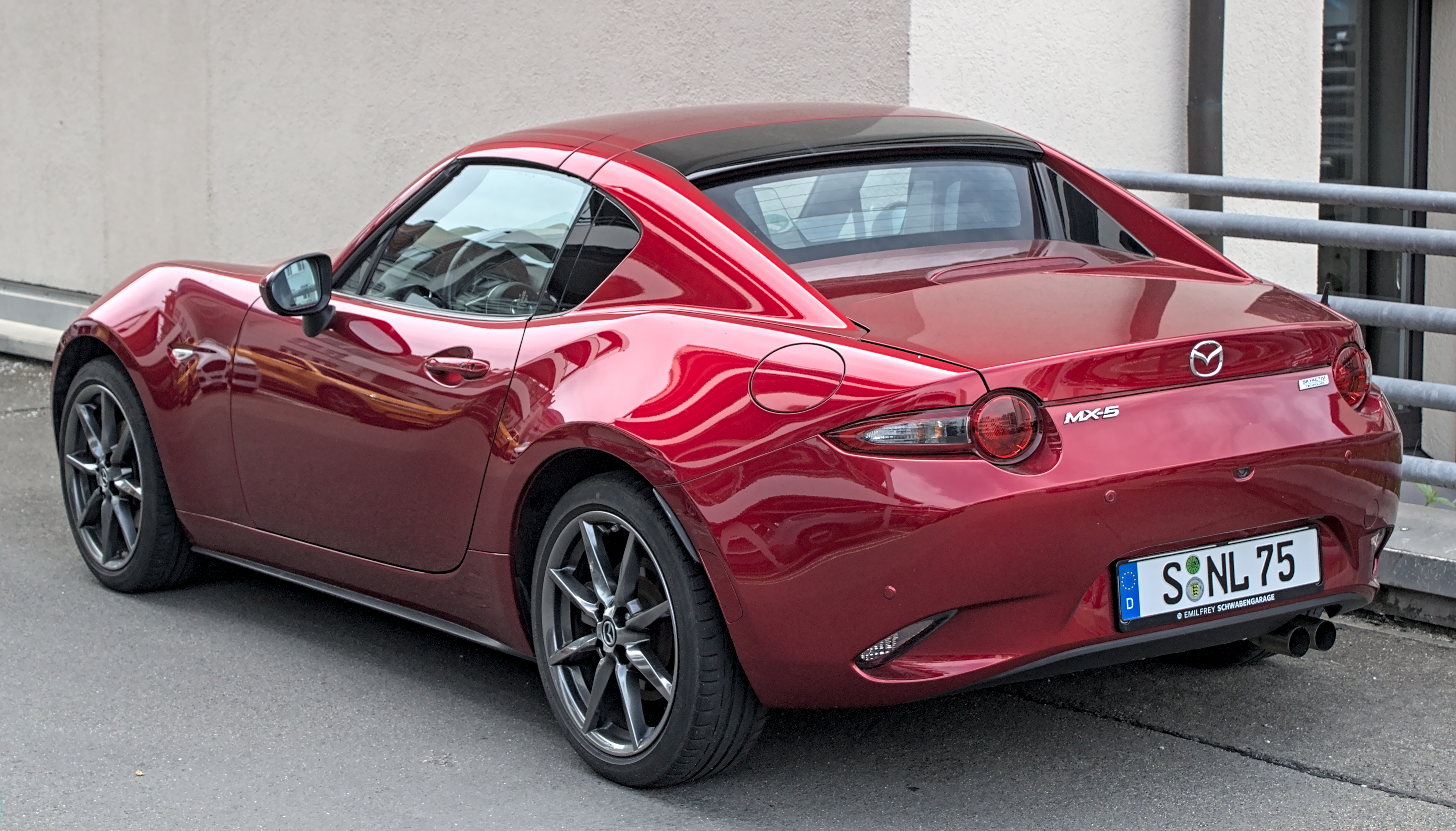
MX-5 RF („Targa“) Heckseitenansicht
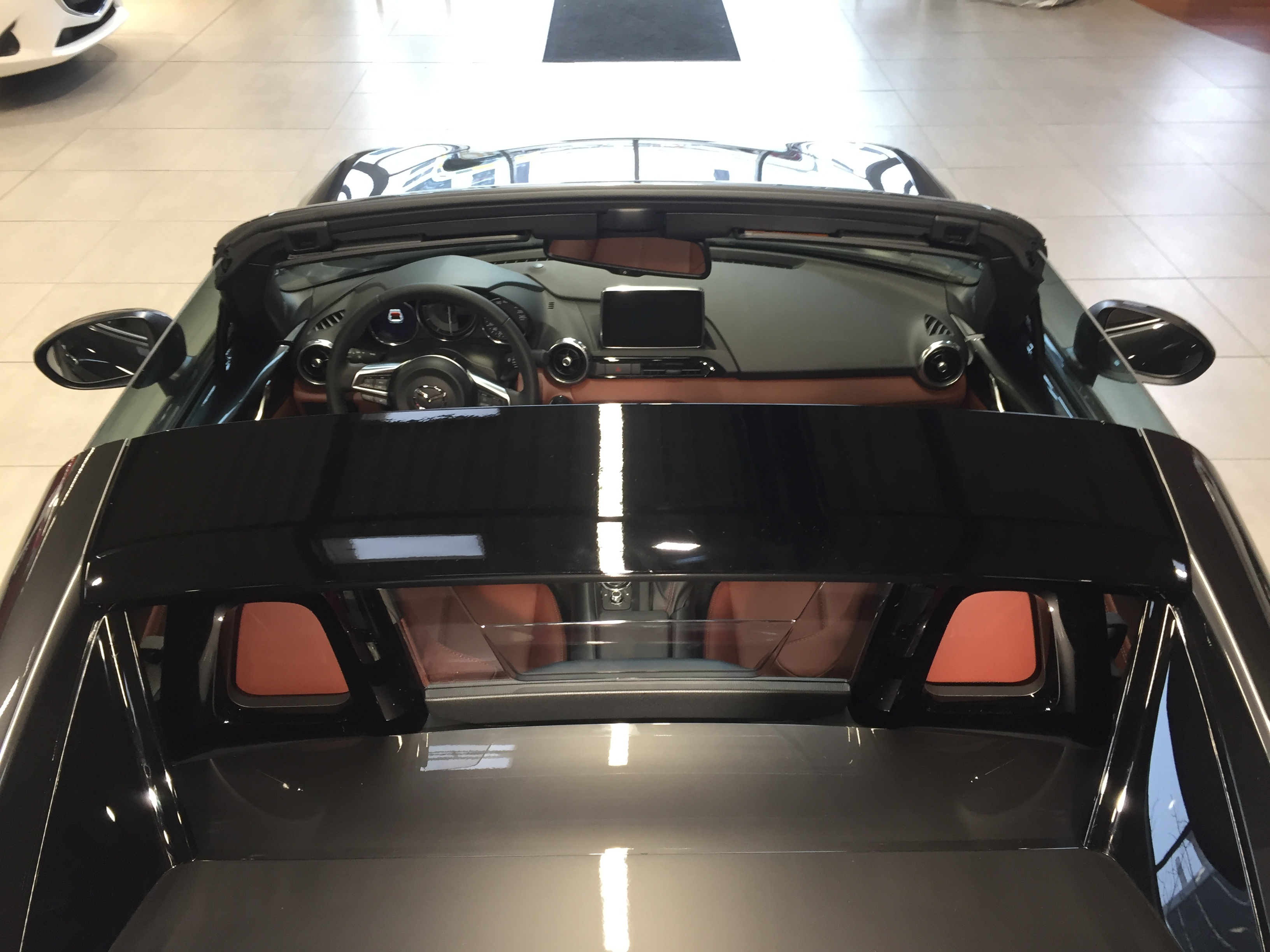
MX-5 RF („Targa“) Draufsicht

Das neue Modell ist um 105 Millimeter kürzer und bei vergleichbarer Ausstattung über 100 Kilogramm, als Basisversion 82 kg leichter als der Vorgänger: Die Karosserie um 20 kg, Motor um 18 kg, Getriebe um sieben Kilogramm, Sitze um acht kg. Teile an Rahmen, Achsen und Karosserie – hier beispielsweise die Haube – bestehen aus Aluminium. Das Stoffverdeck, das ab der zweiten Ausstattungsstufe dicker und damit besser gedämmt ist, wird wie beim vorigen Roadster manuell bedient. Eine Ausführung mit elektrisch betätigtem Klappdach, wie sie im Vorgängermodell ab 2008 unter der Bezeichnung Roadster Coupé verkauft wurde, stellte Mazda auf der New York International Auto Show 2016 als MX-5 RF vor. Das Cockpit ähnelt dem des Mazda2 und CX-3.

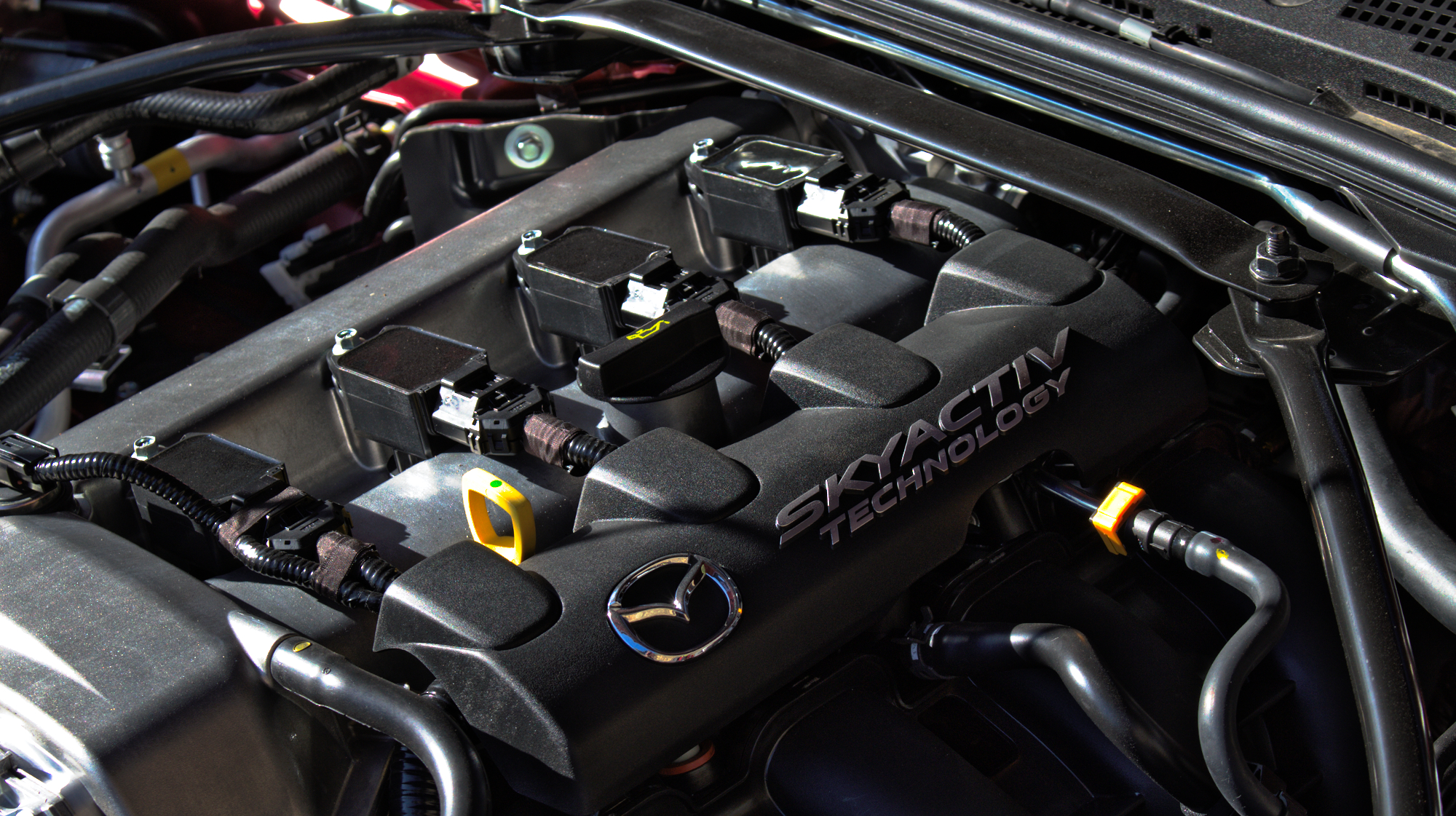
MX-5 Motorraum

Der vierte MX-5 ist wie seine Vorgänger nur mit Ottomotor verfügbar und hat ebenso wieder Hinterradantrieb.
Die Einstiegsversion hat einen neuen 1,5-Liter-Ottomotor mit 96 kW (131 PS), während in der stärkeren Ausführung ein Zweiliter-Triebwerk mit 118 kW (160 PS) zum Einsatz kommt. Beide Motoren sind Direkteinspritzer ohne Turbolader: Mazda nennt dies SkyActiv-Technik; sie beinhaltet u. a. eine Verdichtung bis zu 14:1, Muldenkolben, Motorblock aus einer Aluminium-Legierung, Mehrlochinjektoren und 30 % weniger Reibung. Bis Februar 2011 hatte Mazda dafür nach eigenen Angaben mehr als 130 Patente beantragt. Die Kurbelwelle besteht aus Stahl. Bei beiden Motoren liegt ab 2000/min 80 % des maximalen Drehmoments an. Durch Änderungen an der Nockenwelle und an den beweglichen Teilen konnte die Drehzahlgrenze des 1,5-l-Motors auf 7500/min angehoben werden. Das Schaltgetriebe hat unabhängig von der gewählten Motorisierung immer sechs Gänge. Die Übersetzung der Gänge ist sehr kurz (z. B. 1. Gang: 5,087:1); das Differential hingegen ist mit 2,86:1 sehr lang ausgelegt. Die Länge der Schaltwege blieb wie bei den Vorgängern bei 40 mm. Ein Automatikgetriebe wird in Deutschland nur für den MX-5 RF angeboten werden.
Der MX-5 verteilt sein Gewicht gleichmäßig auf beide Achsen, eine 50 : 50 Gewichtsverteilung. Das Fahrwerk hat vorne Doppelquerlenker und hinten eine Multilink-Aufhängung. Die Bremsanlage nutzt Scheibenbremsen an beiden Achsen, vorn innenbelüftet; ihr Durchmesser beträgt beim schwächeren Modell ca. 250 mm, beim stärkeren 280 mm. Die Lenkung wird zum ersten Mal beim MX-5 elektrisch unterstützt.

### Sondermodelle

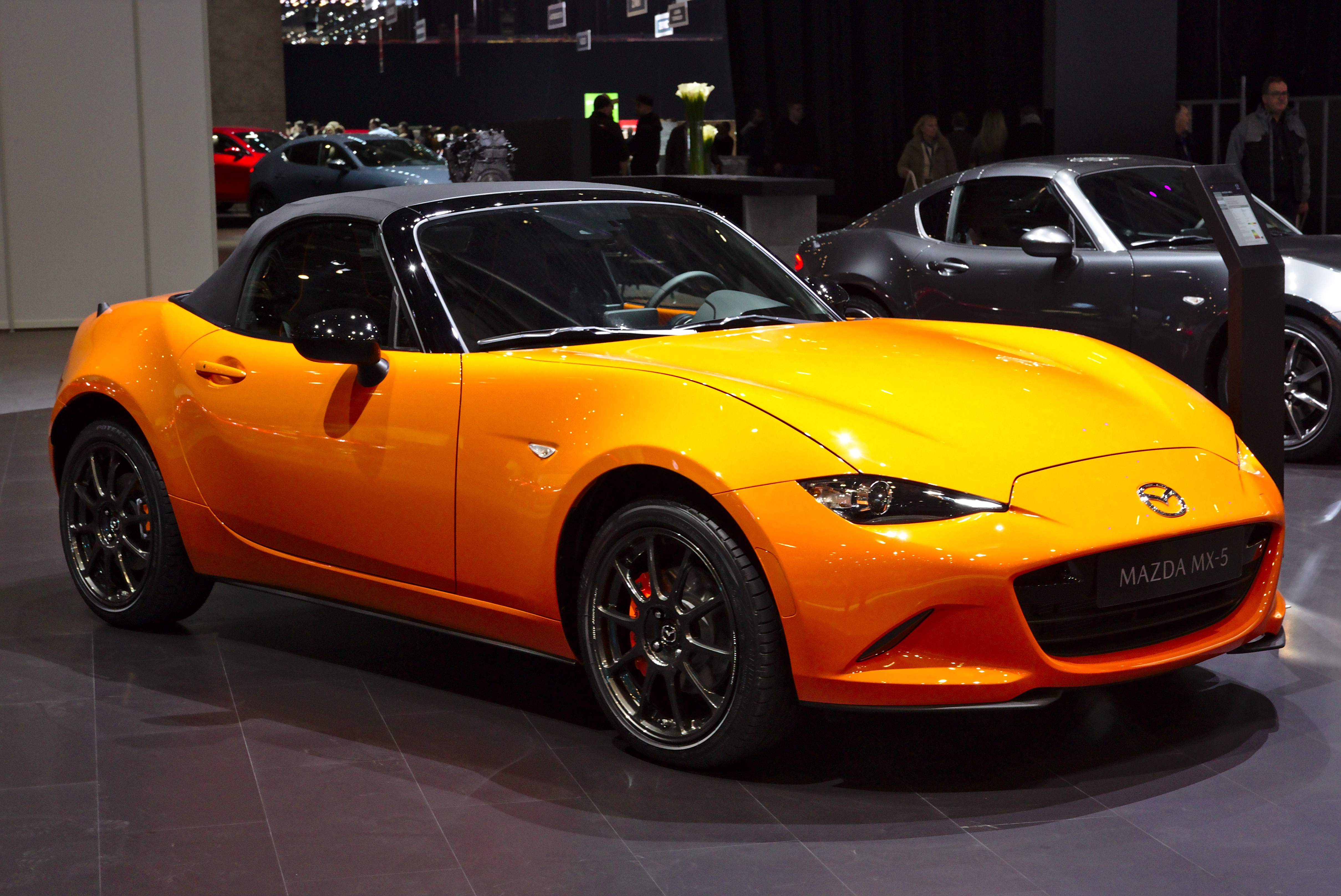
Mazda MX-5 „30th Anniversary“ (2019)

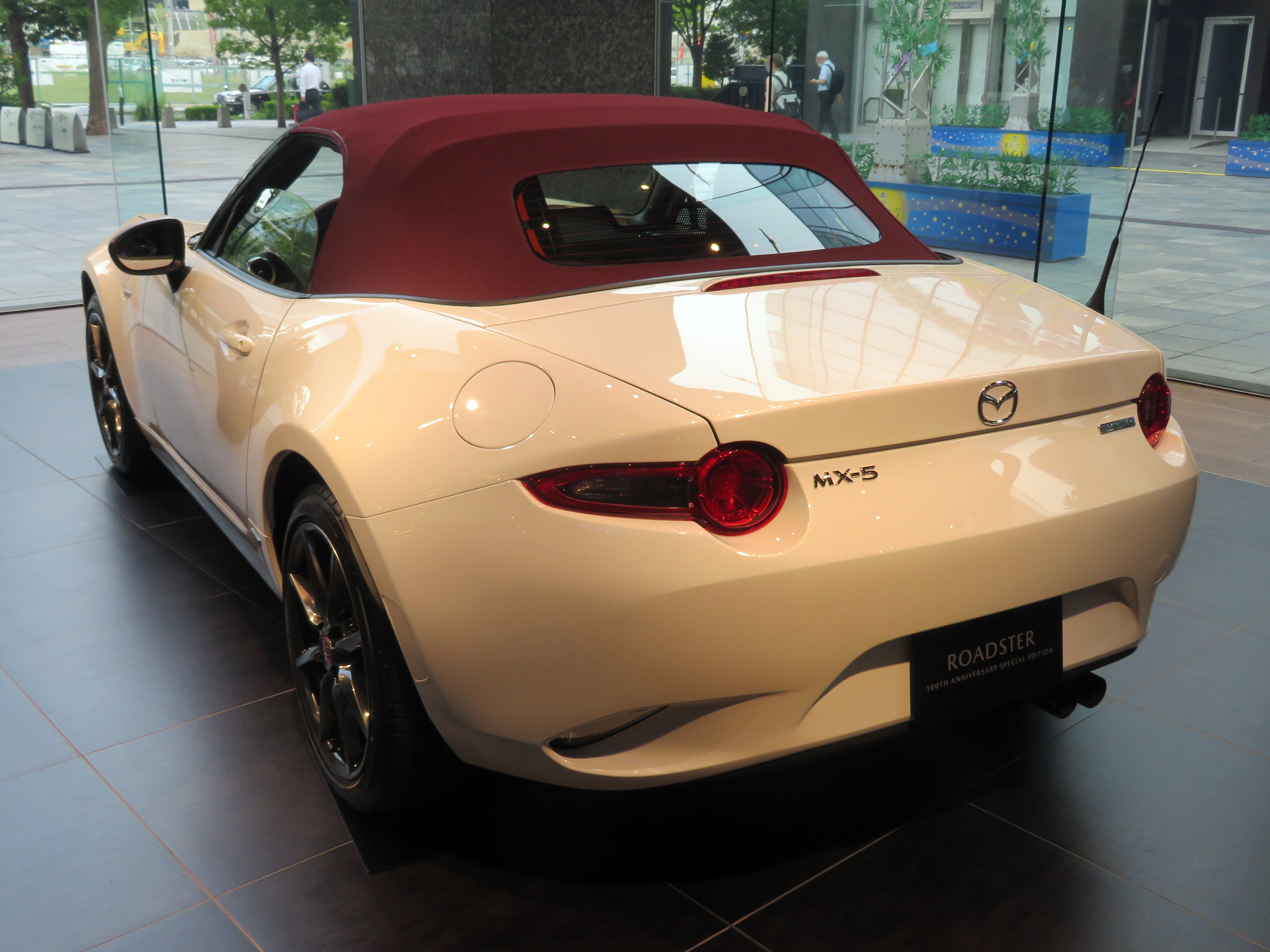
Mazda MX-5 „100th Anniversary“ (2020)

- 12/2016 „RF Ignition“: der RF Ignition hat ein elektrisch öffnendes Dach, u. a. ein Acryl-Windschott, BBS-17-Zoll-Leichtmetallräder und eine Alcantara-Innenausstattung; er war in Deutschland binnen eines Tages ausverkauft.[36]
- 12/2017 „Sakura“: nur als Roadster, aufbauend auf dem Exclusive-Line-Umfang mit Bose-Soundsystem, dunkelrotem Stoffverdeck und beigen Ledersitzen ausgestattet.[37]
- 08/2018 „Signature“: aufbauend auf dem Umfang der Exclusive-Line mit SD-Navi, Technik-Paket (Ausparkhilfe, Einparkhilfe hinten, dynamisches Kurvenlicht) und i-Activsense-Paket ausgestattet.[38]
- 02/2019 „30th Anniversary“: Limitiert auf 3.000 Stück weltweit, davon 350 Stück für den deutschen Markt; in Racing Orange, besondere 17-Zoll-Räder, Bose-Soundsystem, Recaro-Sitze[39]
- 11/2020 „100th Anniversary“: Limitiert auf 100 MX-5 weltweit, davon 10 Stück für den deutschen Markt. Der Roadster hatte die Farbe Satinweiß und ein burgunderrotes Verdeck.[40]
- 04/2021 „Ad´Vantage“ und „Ad´Vantage Design“: Ausstattung u. a. mit Navigationssystem; Ad´Vantage Design als Roadster burgunderrotes Stoffverdeck, innen weißes Nappaleder.[41]
- 04/2023 „Kazari“, „Kizuna“: Als Kazari-Roadster mit braunem Stoffdach, innen terracotta-farben ausgestattet; Kizuna mit blauem Stoffdach, innen weißes Nappaleder.[42]
- 09/2024 „Geshi“: Durch den belgischen Importeur aufgelegtes Sondermodell zum Abschied des 2,0-Liter-Benziners in Europa. 24 Exemplare sollen entstehen.[43]
- 10/2024 „35th Anniversary“: Lackiert in Artisan Red mit einem beigefarbenen Verdeck.[44]
- 01/2025 „Spirit Racing Roadster 12R“: Limitiert auf 200 Stück für den japanischen Markt, Leistungssteigerung der Softtop-Version von 184 auf 197 PS (Optimierung der Ansaugung, Abgasanlage, Zylinderköpfe, Kolben und Nockenwellen), aerodynamisches Karosserie-Kit, Aero-Grau-Lackierung, Rays-TE37-Leichtmetallfelgen, Yokohama Advan-AD09-Reifen, Brembo-Bremsanlage (vorn), Fujitsubo-Auspuff, Heckspoiler, höhenverstellbare Bilstein-Dämpfer und Recaro-Schalensitze mit Sabelt-Vierpunktgurt[45]

### Modellpflegen
Zum Modelljahr 2019 wurden die Motoren an die Euro 6d-TEMP-Abgasnorm angepasst. Der Einspritzdruck liegt nun bei 300 bar. Die Brennraumgeometrie wurde bezüglich der Strömungsverhältnisse optimiert und auch das Kühlsystem wurde verbessert, die Reibung weiter verringert. Zur Erfüllung der 6d-TEMP-Abgasnorm benötigt der Motor keinen Ottopartikelfilter. Die Motoren wurden auch für bessere Gasannahme überarbeitet. Der Zweiliter-Motor erreicht nun 135 kW (184 PS). Weiter gibt es fünf neue Fahrerassistenzsysteme, darunter einen City-Notbremsassistent Plus, der Hindernisse hinter dem Fahrzeug erkennt, Müdigkeitserkennung und Verkehrszeichenerkennung.
Im Oktober 2023 wurde eine weitere Modellüberarbeitung vorgestellt. Dabei wurden die LED-Scheinwerfer modernisiert, in die das Tagfahrlicht nunmehr integriert wurde. Auch die Rückleuchten erhalten eine neue Grafik und verwenden vollständig LEDs. Verfügbar sind nun außerdem eine adaptive Geschwindigkeitsregelanlage mit Bremseingriff auch beim Manövrieren, neue Felgendesigns, zusätzliche Farben im Innenraum und für das Stoffverdeck sowie das aus anderen Mazda-Modellen aktuellere Infotainmentsystem inklusive größerem Display.

### Technische Daten
|                                             | 1.5 Skyactiv G-131       | 1.5 Skyactiv G-132       | 1.5 Skyactiv G-132       | 1.5 Skyactiv G-132       | 2.0 Skyactiv G-160 (iELOOP)                  | 2.0 Skyactiv G-184       | 2.0 Skyactiv G-184       | 2.0 Skyactiv G-197 (1)   | RF 1.5 Skyactiv G-131    | RF 1.5 Skyactiv G-132    | RF 1.5 Skyactiv G-132    | RF 1.5 Skyactiv G-132    | RF 2.0 Skyactiv G-160             | RF 2.0 Skyactiv G-184        | RF 2.0 Skyactiv G-184        |
| Bauzeitraum                                 | 04/2015–08/2018          | 08/2018–02/2020          | 02/2020–06/2024          | seit 06/2024             | 04/2015–08/2018                              | 08/2018–02/2020          | seit 02/2020             | seit 01/2025             | 01/2017–08/2018          | 08/2018–02/2020          | 02/2020–06/2024          | seit 06/2024             | 12/2017–08/2018                   | 08/2018–02/2020              | seit 02/2020                 |
| Motorkenndaten                              |                          |                          |                          |                          |                                              |                          |                          |                          |                          |                          |                          |                          |                                   |                              |                              |
| Motortyp                                    | R4-Ottomotor             | R4-Ottomotor             | R4-Ottomotor             | R4-Ottomotor             | R4-Ottomotor                                 | R4-Ottomotor             | R4-Ottomotor             | R4-Ottomotor             | R4-Ottomotor             | R4-Ottomotor             | R4-Ottomotor             | R4-Ottomotor             | R4-Ottomotor                      | R4-Ottomotor                 | R4-Ottomotor                 |
| Anzahl Ventile pro Zylinder                 | 4                        | 4                        | 4                        | 4                        | 4                                            | 4                        | 4                        | 4                        | 4                        | 4                        | 4                        | 4                        | 4                                 | 4                            | 4                            |
| Ventilsteuerung                             | DOHC                     | DOHC                     | DOHC                     | DOHC                     | DOHC                                         | DOHC                     | DOHC                     | DOHC                     | DOHC                     | DOHC                     | DOHC                     | DOHC                     | DOHC                              | DOHC                         | DOHC                         |
| Gemischaufbereitung                         | Benzindirekteinspritzung | Benzindirekteinspritzung | Benzindirekteinspritzung | Benzindirekteinspritzung | Benzindirekteinspritzung                     | Benzindirekteinspritzung | Benzindirekteinspritzung | Benzindirekteinspritzung | Benzindirekteinspritzung | Benzindirekteinspritzung | Benzindirekteinspritzung | Benzindirekteinspritzung | Benzindirekteinspritzung          | Benzindirekteinspritzung     | Benzindirekteinspritzung     |
| Motoraufladung                              | —                        | —                        | —                        | —                        | —                                            | —                        | —                        | —                        | —                        | —                        | —                        | —                        | —                                 | —                            | —                            |
| Kühlung                                     | Wasserkühlung            | Wasserkühlung            | Wasserkühlung            | Wasserkühlung            | Wasserkühlung                                | Wasserkühlung            | Wasserkühlung            | Wasserkühlung            | Wasserkühlung            | Wasserkühlung            | Wasserkühlung            | Wasserkühlung            | Wasserkühlung                     | Wasserkühlung                | Wasserkühlung                |
| Bohrung × Hub                               | 74,5 × 85,8 mm           | 74,5 × 85,8 mm           | 74,5 × 85,8 mm           | 74,5 × 85,8 mm           | 83,5 × 91,2 mm                               | 83,5 × 91,2 mm           | 83,5 × 91,2 mm           | 83,5 × 91,2 mm           | 74,5 × 85,8 mm           | 74,5 × 85,8 mm           | 74,5 × 85,8 mm           | 74,5 × 85,8 mm           | 83,5 × 91,2 mm                    | 83,5 × 91,2 mm               | 83,5 × 91,2 mm               |
| Hubraum                                     | 1496 cm³                 | 1496 cm³                 | 1496 cm³                 | 1496 cm³                 | 1998 cm³                                     | 1998 cm³                 | 1998 cm³                 | 1998 cm³                 | 1496 cm³                 | 1496 cm³                 | 1496 cm³                 | 1496 cm³                 | 1998 cm³                          | 1998 cm³                     | 1998 cm³                     |
| Verdichtungsverhältnis                      | 13:1                     | 13:1                     | 13:1                     | 13:1                     | 13:1                                         | 13:1                     | 13:1                     | 13:1                     | 13:1                     | 13:1                     | 13:1                     | 13:1                     | 13:1                              | 13:1                         | 13:1                         |
| max. Leistung bei min−1                     | 96 kW (131 PS) /7000     | 97 kW (132 PS) /7000     | 97 kW (132 PS) /7000     | 97 kW (132 PS) /7000     | 118 kW (160 PS) /6000                        | 135 kW (184 PS) /7000    | 135 kW (184 PS) /7000    | 145 kW (197 PS)          | 96 kW (131 PS) /7000     | 97 kW (132 PS) /7000     | 97 kW (132 PS) /7000     | 97 kW (132 PS) /7000     | 118 kW (160 PS) /6000             | 135 kW (184 PS) /7000        | 135 kW (184 PS) /7000        |
| max. Drehmoment bei min−1                   | 150 Nm/4800              | 152 Nm/4500              | 152 Nm/4500              | 152 Nm/4500              | 200 Nm/4600                                  | 205 Nm/4000              | 205 Nm/4000              |                          | 150 Nm/4800              | 152 Nm/4500              | 152 Nm/4500              | 152 Nm/4500              | 200 Nm/4600                       | 205 Nm/4000                  | 205 Nm/4000                  |
| Kraftübertragung                            |                          |                          |                          |                          |                                              |                          |                          |                          |                          |                          |                          |                          |                                   |                              |                              |
| Antrieb                                     | Hinterradantrieb         | Hinterradantrieb         | Hinterradantrieb         | Hinterradantrieb         | Hinterradantrieb                             | Hinterradantrieb         | Hinterradantrieb         | Hinterradantrieb         | Hinterradantrieb         | Hinterradantrieb         | Hinterradantrieb         | Hinterradantrieb         | Hinterradantrieb                  | Hinterradantrieb             | Hinterradantrieb             |
| Getriebe, serienmäßig                       | 6-Gang-Schaltgetriebe    | 6-Gang-Schaltgetriebe    | 6-Gang-Schaltgetriebe    | 6-Gang-Schaltgetriebe    | 6-Gang-Schaltgetriebe                        | 6-Gang-Schaltgetriebe    | 6-Gang-Schaltgetriebe    | 6-Gang-Schaltgetriebe    | 6-Gang-Schaltgetriebe    | 6-Gang-Schaltgetriebe    | 6-Gang-Schaltgetriebe    | 6-Gang-Schaltgetriebe    | 6-Gang-Schaltgetriebe             | 6-Gang-Schaltgetriebe        | 6-Gang-Schaltgetriebe        |
| Getriebe, optional                          | —                        | —                        | —                        | —                        | —                                            | —                        | —                        | —                        | —                        | —                        | —                        | —                        | [6-Stufen-Automatikgetriebe]      | [6-Stufen-Automatikgetriebe] | [6-Stufen-Automatikgetriebe] |
| Messwerte                                   |                          |                          |                          |                          |                                              |                          |                          |                          |                          |                          |                          |                          |                                   |                              |                              |
| Höchstgeschwindigkeit                       | 204 km/h                 | 204 km/h                 | 204 km/h                 | 204 km/h                 | 214 km/h                                     | 219 km/h                 | 219 km/h                 |                          | 203 km/h                 | 203 km/h                 | 203 km/h                 | 203 km/h                 | 215 km/h [194 km/h]               | 220 km/h [199 km/h]          | 220 km/h [199 km/h]          |
| Beschleunigung, 0–100 km/h                  | 8,3 s                    | 8,3 s                    | 8,3 s                    | 8,3 s                    | 7,3 s                                        | 6,5 s                    | 6,5 s                    |                          | 8,6 s                    | 8,6 s                    | 8,6 s                    | 8,6 s                    | 7,5 s [8,5 s]                     | 6,8 s [7,9 s]                | 6,8 s [7,9 s]                |
| Kraftstoffverbrauch auf 100 km (kombiniert) | 6,0 Liter Super          | 6,3 Liter Super          | 6,1 Liter Super          | 6,2 Liter Super          | 6,9 Liter Super (6,6 Liter Super mit iELOOP) | 6,9 Liter Super          | 6,9 Liter Super          |                          | 6,1 Liter Super          | 6,3 Liter Super          | 6,1 Liter Super          | 6,2 Liter Super          | 6,6 Liter Super [6,4 Liter Super] | 6,9 Liter Super              | 6,9 Liter Super              |
| CO2-Emissionen (kombiniert)                 | 139 g/km                 | 143 g/km                 | 138 g/km                 | 140 g/km                 | 161 g/km (154 g/km mit iELOOP)               | 156 g/km                 | 156 g/km                 |                          | 142 g/km                 | 143 g/km                 | 138 g/km                 | 140 g/km                 | 154 g/km [149 g/km]               | 156 g/km [157 g/km]          | 156 g/km [157 g/km]          |
| Abgasnorm                                   | Euro 6                   | Euro 6d-TEMP             | Euro 6d                  | Euro 6e                  | Euro 6                                       | Euro 6d-TEMP             | Euro 6d                  |                          | Euro 6                   | Euro 6d-TEMP             | Euro 6d                  | Euro 6e                  | Euro 6                            | Euro 6d-TEMP                 | Euro 6d                      |
| Leergewicht                                 | 975 kg                   | 986 kg                   | 996 kg                   | 1003 kg                  | 1015 kg                                      | 1030 kg                  | 1025 kg                  |                          | 1015 kg                  | 1030 kg                  | 1040 kg                  | 1039 kg                  | 1055 kg [1080 kg]                 | 1073 kg [1113 kg]            | 1068 kg [1114 kg]            |

## Zulassungszahlen in Deutschland
2015 waren insgesamt 80.772 Mazda MX-5 zugelassen. Von allen Generationen mit über 115.000 Zulassungen hatte die zweite Generation vom Typ NB mit über 50.000 Fahrzeugen den Hauptanteil. Der Rest verteilte sich mit einem leichten Übergewicht der ersten Generation auf die übrigen beiden Generationen.
2017 wurden in Deutschland 5.266 MX-5 neu zugelassen; beim Fiat 124 Spider waren es etwas weniger als die Hälfte.
2018 wurden in Deutschland 4.545 MX-5 neu zugelassen; der Fiat kam auf 2.660 Zulassungen.
2022 wurden in Deutschland 1.230 MX-5 neu zugelassen; der Fiat 124 Spider ist schon seit 2021 nicht mehr erhältlich.
2023 wurden in Deutschland 2.015 MX-5 neu zugelassen.
2024 wurden in Deutschland 1.617 MX-5 neu zugelassen.